# Liste des églises de l'Ardèche
La liste des églises de l'Ardèche recense de manière exhaustive les églises situées dans le département français de l' Ardèche. Il est fait état des diverses protections dont elles peuvent bénéficier, et notamment les inscriptions et classements au titre des monuments historiques.
En ce qui concerne le culte catholique, toutes les églises sont situées dans le diocèse de Viviers.

## Statistiques

### Nombres
Le département de l'Ardèche comprend 335 communes au 1er janvier 2022.
Au 1er septembre 2022, le diocèse de Viviers compte 22 paroisses.

## Classement
Le classement ci-après se fait par commune selon l'ordre alphabétique.
Il est fait état des diverses protections dont elles peuvent bénéficier, et notamment les inscriptions et classements au titre des monuments historiques.

## Liste

### Église catholique
| Église                                                                    | Commune                        | Adresse | Coordonnées                      | Notice         | Protection                                                | Date        | Illustration                                                              |
| ------------------------------------------------------------------------- | ------------------------------ | ------- | -------------------------------- | -------------- | --------------------------------------------------------- | ----------- | ------------------------------------------------------------------------- |
| Église Saint-Pierre-et-Saint-Paul d'Accons                                | Accons                         |         | 44° 53′ 12″ nord, 4° 23′ 11″ est |                |                                                           |             | Église Saint-Pierre-et-Saint-Paul d'Accons                                |
| Église Saint-André d'Ailhon                                               | Ailhon                         |         | 44° 35′ 54″ nord, 4° 20′ 31″ est | « PA00116619 » | Inscrit MH                                                | 1926        | Église Saint-André d'Ailhon                                               |
| Église Saint-Julien d'Aizac                                               | Aizac                          |         | 44° 42′ 50″ nord, 4° 19′ 48″ est |                |                                                           |             | Église Saint-Julien d'Aizac                                               |
| Église Notre-Dame de Greytus                                              | Ajoux                          |         | 44° 45′ 06″ nord, 4° 29′ 16″ est |                |                                                           |             | Église Notre-Dame de Greytus                                              |
| Église Saint-André d'Alba-la-Romaine                                      | Alba-la-Romaine                |         | 44° 33′ 19″ nord, 4° 35′ 50″ est | « IA00047941 » |                                                           |             | Église Saint-André d'Alba-la-Romaine                                      |
| Église Saint-Laurent d'Alba-la-Romaine                                    | Alba-la-Romaine                |         | à géolocaliser                   | « IA00047947 » |                                                           |             | Image manquante Téléverser                                                |
| Église Saint-Martin d'Alba-la-Romaine                                     | Alba-la-Romaine                |         | à géolocaliser                   | « IA00047943 » |                                                           |             | Image manquante Téléverser                                                |
| Église Notre-Dame du Sacré-Cœur d'Alboussière                             | Alboussière                    |         | 44° 56′ 40″ nord, 4° 43′ 54″ est |                |                                                           |             | Église Notre-Dame du Sacré-Cœur d'Alboussière                             |
| Église Saint-Jean-Baptiste d'Alissas                                      | Alissas                        |         | 44° 42′ 43″ nord, 4° 37′ 44″ est |                |                                                           |             | Image manquante Téléverser                                                |
| Église Notre-Dame d'Andance                                               | Andance                        |         | 45° 14′ 29″ nord, 4° 47′ 58″ est | « PA00116623 » | Inscrit MH                                                | 1927        | Église Notre-Dame d'Andance                                               |
| Église Saint-François d'Annonay                                           | Annonay                        |         | 45° 14′ 31″ nord, 4° 40′ 23″ est |                |                                                           |             | Église Saint-François d'Annonay                                           |
| Église Notre-Dame d'Annonay                                               | Annonay                        |         | 45° 14′ 26″ nord, 4° 40′ 07″ est |                |                                                           |             | Église Notre-Dame d'Annonay                                               |
| Église Saint-Joseph d'Annonay                                             | Annonay                        |         | 45° 14′ 19″ nord, 4° 40′ 11″ est |                |                                                           |             | Église Saint-Joseph d'Annonay                                             |
| Église de la Sainte-Famille d'Annonay                                     | Annonay                        |         | 45° 15′ 12″ nord, 4° 40′ 15″ est |                |                                                           |             | Église de la Sainte-Famille d'Annonay                                     |
| Église Saint-Maurice d'Annonay                                            | Annonay                        |         | 45° 14′ 55″ nord, 4° 36′ 28″ est |                |                                                           |             | Église Saint-Maurice d'Annonay                                            |
| Église Saint-Baudile d'Antraigues-sur-Volane                              | Antraigues-sur-Volane          |         | 44° 43′ 05″ nord, 4° 21′ 28″ est |                |                                                           |             | Église Saint-Baudile d'Antraigues-sur-Volane                              |
| Église Saint-Michel d'Arcens                                              | Arcens                         |         | 44° 54′ 08″ nord, 4° 19′ 47″ est |                |                                                           |             | Église Saint-Michel d'Arcens                                              |
| Église Saint-Didier d'Ardoix                                              | Ardoix                         |         | 44° 11′ 13″ nord, 4° 44′ 11″ est |                |                                                           |             | Église Saint-Didier d'Ardoix                                              |
| Église du Saint-Sacrement d'Arlebosc                                      | Arlebosc                       |         | 45° 02′ 09″ nord, 4° 39′ 09″ est |                |                                                           |             | Église du Saint-Sacrement d'Arlebosc                                      |
| Église Saint-Clair d'Arras-sur-Rhône                                      | Arras-sur-Rhône                |         | 45° 08′ 36″ nord, 4° 48′ 25″ est |                |                                                           |             | Église Saint-Clair d'Arras-sur-Rhône                                      |
| Église Saint-Pierre d'Asperjoc                                            | Asperjoc                       |         | 44° 41′ 07″ nord, 4° 21′ 33″ est |                |                                                           |             | Église Saint-Pierre d'Asperjoc                                            |
| Église Saint-Joseph d'Astet                                               | Astet                          |         | 44° 41′ 03″ nord, 4° 03′ 37″ est |                |                                                           |             | Église Saint-Joseph d'Astet                                               |
| Église Saint-Laurent d'Aubenas                                            | Aubenas                        |         | 44° 37′ 12″ nord, 4° 23′ 36″ est | « PA00116632 » | Inscrit MH                                                | 1977        | Église Saint-Laurent d'Aubenas                                            |
| Église Saint-Jean-Baptiste de Pont-d'Aubenas                              | Aubenas                        |         | 44° 37′ 34″ nord, 4° 23′ 33″ est |                |                                                           |             | Église Saint-Jean-Baptiste de Pont-d'Aubenas                              |
| Église de l'Assomption d'Aubignas                                         | Aubignas                       |         | 44° 35′ 19″ nord, 4° 38′ 03″ est | « IA00047889 » |                                                           |             | Église de l'Assomption d'Aubignas                                         |
| Église Saint-Nicolas de Baix                                              | Baix                           |         | 44° 42′ 38″ nord, 4° 45′ 55″ est |                |                                                           |             | Église Saint-Nicolas de Baix                                              |
| Église Notre-Dame de Balazuc                                              | Balazuc                        |         | 44° 30′ 32″ nord, 4° 22′ 22″ est | « PA00116642 » | Inscrit MH                                                | 1927        | Église Notre-Dame de Balazuc                                              |
| Église Sainte-Madeleine de Balazuc                                        | Balazuc                        |         | 44° 30′ 35″ nord, 4° 22′ 15″ est |                |                                                           |             | Église Sainte-Madeleine de Balazuc                                        |
| Église Saint-Pierre-aux-Liens de Banne                                    | Banne                          |         | 44° 21′ 54″ nord, 4° 09′ 24″ est |                |                                                           |             | Église Saint-Pierre-aux-Liens de Banne                                    |
| Église Saint-Théophrède de Barnas                                         | Barnas                         |         | 44° 40′ 08″ nord, 4° 10′ 08″ est |                |                                                           |             | Église Saint-Théophrède de Barnas                                         |
| Église Saint-Jean-l'Évangéliste de Beauchastel                            | Beauchastel                    |         | 44° 49′ 37″ nord, 4° 47′ 48″ est |                |                                                           |             | Église Saint-Jean-l'Évangéliste de Beauchastel                            |
| Église de l'Assomption-de-la-Vierge de Beaulieu                           | Beaulieu                       |         | 44° 21′ 39″ nord, 4° 14′ 01″ est |                |                                                           |             | Église de l'Assomption-de-la-Vierge de Beaulieu                           |
| Église de la Purification de Beaumont                                     | Beaumont                       |         | 44° 32′ 17″ nord, 4° 10′ 04″ est |                |                                                           |             | Église de la Purification de Beaumont                                     |
| Église Saint-Charles de Beauvène                                          | Beauvène                       |         | 44° 52′ 35″ nord, 4° 30′ 36″ est |                |                                                           |             | Église Saint-Charles de Beauvène                                          |
| Église Saint-Jean-Baptiste de Berrias                                     | Berrias-et-Casteljau           |         | 44° 22′ 30″ nord, 4° 12′ 01″ est |                |                                                           |             | Église Saint-Jean-Baptiste de Berrias                                     |
| Église Saint-Maurice de Casteljau                                         | Berrias-et-Casteljau           |         | 44° 23′ 58″ nord, 4° 12′ 47″ est |                |                                                           |             | Image manquante Téléverser                                                |
| Église Saint-Pierre de Berzème                                            | Berzème                        |         | 44° 39′ 07″ nord, 4° 33′ 55″ est |                |                                                           |             | Église Saint-Pierre de Berzème                                            |
| Église Saint-Étienne de Bessas                                            | Bessas                         |         | 44° 20′ 38″ nord, 4° 18′ 10″ est |                |                                                           |             | Église Saint-Étienne de Bessas                                            |
| Église de la Décollation-de-Saint-Jean-Baptiste de Bidon                  | Bidon                          |         | 44° 22′ 01″ nord, 4° 32′ 02″ est |                |                                                           |             | Église de la Décollation-de-Saint-Jean-Baptiste de Bidon                  |
| Église de l'Exaltation-de-la-Sainte-Croix de Boffres                      | Boffres                        |         | 44° 55′ 16″ nord, 4° 42′ 13″ est |                |                                                           |             | Église de l'Exaltation-de-la-Sainte-Croix de Boffres                      |
| Église Saint-Blaise de Bogy                                               | Bogy                           |         | 45° 16′ 58″ nord, 4° 45′ 37″ est |                |                                                           |             | Église Saint-Blaise de Bogy                                               |
| Église Saint-Sauveur de Borne                                             | Borne                          |         | 44° 36′ 53″ nord, 4° 00′ 52″ est |                |                                                           |             | Église Saint-Sauveur de Borne                                             |
| Église de l'Assomption de Borée                                           | Borée                          |         | 44° 53′ 54″ nord, 4° 14′ 22″ est |                |                                                           |             | Église de l'Assomption de Borée                                           |
| Église Saint-Jean-l'Évangéliste de Boucieu-le-Roi                         | Boucieu-le-Roi                 |         | 45° 02′ 12″ nord, 4° 40′ 52″ est |                |                                                           |             | Église Saint-Jean-l'Évangéliste de Boucieu-le-Roi                         |
| Église Saint-Martin de Boulieu-lès-Annonay                                | Boulieu-lès-Annonay            |         | 45° 16′ 14″ nord, 4° 40′ 04″ est |                |                                                           |             | Église Saint-Martin de Boulieu-lès-Annonay                                |
| Église Saint-Andéol de Bourg-Saint-Andéol                                 | Bourg-Saint-Andéol             |         | 44° 22′ 16″ nord, 4° 38′ 47″ est | « PA00116664 » | Classé MH                                                 | 1862        | Église Saint-Andéol de Bourg-Saint-Andéol                                 |
| Église Saint-Pierre de Bozas                                              | Bozas                          |         | 45° 03′ 21″ nord, 4° 39′ 02″ est |                |                                                           |             | Église Saint-Pierre de Bozas                                              |
| Église Saint-Abdon de Brossainc                                           | Brossainc                      |         | 45° 19′ 50″ nord, 4° 40′ 45″ est |                |                                                           |             | Église Saint-Abdon de Brossainc                                           |
| Église Saint-André de Burzet                                              | Burzet                         |         | 44° 44′ 25″ nord, 4° 14′ 31″ est | « PA00116678 » | Classé MH                                                 | 1930        | Église Saint-André de Burzet                                              |
| Église Saint-Vincent de Cellier-du-Luc                                    | Cellier-du-Luc                 |         | 44° 40′ 52″ nord, 3° 53′ 54″ est |                |                                                           |             | Église Saint-Vincent de Cellier-du-Luc                                    |
| Église Saint-Pierre de Chalencon                                          | Chalencon                      |         | 44° 52′ 41″ nord, 4° 34′ 26″ est |                |                                                           |             | Église Saint-Pierre de Chalencon                                          |
| Église Saint-Martin de Chambonas                                          | Chambonas                      |         | 44° 25′ 03″ nord, 4° 07′ 44″ est | « PA00116682 » | Classé MH                                                 | 1907        | Église Saint-Martin de Chambonas                                          |
| Église Saint-Pierre de Champagne                                          | Champagne                      |         | 44° 16′ 25″ nord, 4° 48′ 01″ est | « PA00116684 » | Classé MH                                                 | 1862        | Église Saint-Pierre de Champagne                                          |
| Église Saint-Pierre-aux-Liens de Champis                                  | Champis                        |         | 44° 57′ 37″ nord, 4° 44′ 02″ est |                |                                                           |             | Église Saint-Pierre-aux-Liens de Champis                                  |
| Église Saint-Laurent d'Avenas de Maisonneuve                              | Chandolas                      |         | 44° 23′ 48″ nord, 4° 13′ 49″ est |                |                                                           |             | Église Saint-Laurent d'Avenas de Maisonneuve                              |
| Église Saint-Martin de Chandolas                                          | Chandolas                      |         | 44° 24′ 12″ nord, 4° 15′ 10″ est |                |                                                           |             | Église Saint-Martin de Chandolas                                          |
| Église de Chanéac                                                         | Chanéac                        |         | 44° 55′ 58″ nord, 4° 19′ 09″ est |                |                                                           |             | Église de Chanéac                                                         |
| Église Saint-Laurent de Charmes-sur-Rhône                                 | Charmes-sur-Rhône              |         | 44° 51′ 46″ nord, 4° 49′ 59″ est |                |                                                           |             | Église Saint-Laurent de Charmes-sur-Rhône                                 |
| Ancienne église de Charmes-sur-Rhône                                      | Charmes-sur-Rhône              |         | 44° 51′ 45″ nord, 4° 49′ 53″ est |                |                                                           |             | Ancienne église de Charmes-sur-Rhône                                      |
| Église Saint-Étienne de Charnas                                           | Charnas                        |         | 45° 20′ 11″ nord, 4° 44′ 41″ est |                |                                                           |             | Église Saint-Étienne de Charnas                                           |
| Église Saint-Hilaire de Chassiers                                         | Chassiers                      |         | 44° 33′ 03″ nord, 4° 17′ 47″ est | « PA00116688 » | Classé MH                                                 | 1909        | Église Saint-Hilaire de Chassiers                                         |
| Église Saint-Pierre-aux-Liens de Chauzon                                  | Chauzon                        |         | 44° 29′ 05″ nord, 4° 21′ 46″ est |                |                                                           |             | Église Saint-Pierre-aux-Liens de Chauzon                                  |
| Église Saint-André de Chazeaux                                            | Chazeaux                       |         | 44° 35′ 42″ nord, 4° 18′ 39″ est |                |                                                           |             | Église Saint-André de Chazeaux                                            |
| Église Sainte-Philomène de Cheminas                                       | Cheminas                       |         | 45° 07′ 29″ nord, 4° 45′ 07″ est |                |                                                           |             | Église Sainte-Philomène de Cheminas                                       |
| Église Notre-Dame de Chirols                                              | Chirols                        |         | 44° 41′ 08″ nord, 4° 17′ 12″ est |                |                                                           |             | Église Notre-Dame de Chirols                                              |
| Église Saint-Eustache de Chomérac                                         | Chomérac                       |         | 44° 42′ 29″ nord, 4° 39′ 43″ est |                |                                                           |             | Église Saint-Eustache de Chomérac                                         |
| Église Notre-Dame-de-l'Assomption de Châteaubourg                         | Châteaubourg                   |         | 44° 59′ 50″ nord, 4° 50′ 39″ est |                |                                                           |             | Église Notre-Dame-de-l'Assomption de Châteaubourg                         |
| Église Saint-Félix de Châteauneuf-de-Vernoux                              | Châteauneuf-de-Vernoux         |         | 44° 55′ 20″ nord, 4° 38′ 22″ est |                |                                                           |             | Église Saint-Félix de Châteauneuf-de-Vernoux                              |
| Église Notre-Dame de Colombier-le-Cardinal                                | Colombier-le-Cardinal          |         | 45° 16′ 03″ nord, 4° 44′ 33″ est |                |                                                           |             | Église Notre-Dame de Colombier-le-Cardinal                                |
| Église de l'Assomption de Colombier-le-Jeune                              | Colombier-le-Jeune             |         | 45° 00′ 37″ nord, 4° 42′ 10″ est |                |                                                           |             | Église de l'Assomption de Colombier-le-Jeune                              |
| Église Saint-Martin de Colombier-le-Vieux                                 | Colombier-le-Vieux             |         | 45° 03′ 57″ nord, 4° 41′ 38″ est |                |                                                           |             | Église Saint-Martin de Colombier-le-Vieux                                 |
| Église Saint-Pierre-aux-Liens de Cornas                                   | Cornas                         |         | 44° 57′ 49″ nord, 4° 50′ 53″ est |                |                                                           |             | Église Saint-Pierre-aux-Liens de Cornas                                   |
| Église Saint-Martin de Coucouron                                          | Coucouron                      |         | 44° 48′ 18″ nord, 3° 58′ 17″ est | « PA00116694 » | Classé MH                                                 | 1907        | Église Saint-Martin de Coucouron                                          |
| Église Saint-Pierre de Lubilhac                                           | Coux                           |         | 44° 44′ 11″ nord, 4° 37′ 53″ est | « PA07000020 » | Inscrit MH Les façades et toitures de l'église            | 2012        | Église Saint-Pierre de Lubilhac                                           |
| Église Notre-Dame de Coux                                                 | Coux                           |         | 44° 44′ 05″ nord, 4° 37′ 15″ est |                |                                                           |             | Église Notre-Dame de Coux                                                 |
| Église Saint-André de Creysseilles                                        | Creysseilles                   |         | 44° 45′ 41″ nord, 4° 32′ 02″ est |                |                                                           |             | Église Saint-André de Creysseilles                                        |
| Église de l'Assomption de Cros-de-Géorand                                 | Cros-de-Géorand                |         | 44° 47′ 33″ nord, 4° 07′ 37″ est |                |                                                           |             | Église de l'Assomption de Cros-de-Géorand                                 |
| Abbatiale Sainte-Marie de Cruas                                           | Cruas                          |         | 44° 39′ 25″ nord, 4° 45′ 47″ est | « PA00116701 » | Classé MH                                                 | 1862        | Abbatiale Sainte-Marie de Cruas                                           |
| Église Saint-Arconce de Darbres                                           | Darbres                        |         | 44° 38′ 53″ nord, 4° 30′ 18″ est |                |                                                           |             | Église Saint-Arconce de Darbres                                           |
| Église Sainte-Marguerite de Davézieux                                     | Davézieux                      |         | 44° 15′ 18″ nord, 4° 42′ 21″ est |                |                                                           |             | Église Sainte-Marguerite de Davézieux                                     |
| Église Notre-Dame de Davézieux                                            | Davézieux                      |         | 45° 15′ 12″ nord, 4° 40′ 45″ est |                |                                                           |             | Église Notre-Dame de Davézieux                                            |
| Église Saint-Jean-Baptiste de Devesset                                    | Devesset                       |         | 45° 04′ 04″ nord, 4° 23′ 18″ est | « IA07000004 » |                                                           |             | Église Saint-Jean-Baptiste de Devesset                                    |
| Église Sainte-Marie-Madeleine de Dompnac                                  | Dompnac                        |         | 44° 33′ 52″ nord, 4° 06′ 13″ est |                |                                                           |             | Église Sainte-Marie-Madeleine de Dompnac                                  |
| Église Saint-Vincent de Dornas                                            | Dornas                         |         | 44° 51′ 10″ nord, 4° 21′ 08″ est |                |                                                           |             | Église Saint-Vincent de Dornas                                            |
| Église Saint-Pierre de Désaignes                                          | Désaignes                      |         | 44° 59′ 41″ nord, 4° 31′ 03″ est |                |                                                           |             | Église Saint-Pierre de Désaignes                                          |
| Église Saint-Maurice d'Eclassan                                           | Eclassan                       |         | 45° 09′ 28″ nord, 4° 45′ 42″ est |                |                                                           |             | Église Saint-Maurice d'Eclassan                                           |
| Église Saint-Michel d'Empurany                                            | Empurany                       |         | 45° 01′ 27″ nord, 4° 36′ 34″ est |                |                                                           |             | Église Saint-Michel d'Empurany                                            |
| Église Saint-Pierre-aux-Liens de Fabras                                   | Fabras                         |         | 44° 38′ 55″ nord, 4° 17′ 25″ est |                |                                                           |             | Église Saint-Pierre-aux-Liens de Fabras                                   |
| Église Saint-Théobald de Faugères                                         | Faugères                       |         | 44° 28′ 30″ nord, 4° 08′ 07″ est | « PA00116706 » | Inscrit MH                                                | 1978        | Église Saint-Théobald de Faugères                                         |
| Église de l'Assomption de Flaviac                                         | Flaviac                        |         | 44° 44′ 52″ nord, 4° 40′ 33″ est |                |                                                           |             | Église de l'Assomption de Flaviac                                         |
| Église Saint-André de Fons                                                | Fons                           |         | 44° 35′ 01″ nord, 4° 20′ 54″ est |                |                                                           |             | Église Saint-André de Fons                                                |
| Église de l'Assomption de Freyssenet                                      | Freyssenet                     |         | 44° 40′ 57″ nord, 4° 32′ 31″ est |                |                                                           |             | Église de l'Assomption de Freyssenet                                      |
| Église Saint-Georges de Félines                                           | Félines                        |         | 45° 19′ 01″ nord, 4° 43′ 42″ est |                |                                                           |             | Église Saint-Georges de Félines                                           |
| Église Sainte-Marie de Genestelle                                         | Genestelle                     |         | 44° 43′ 07″ nord, 4° 23′ 30″ est | « PA00116708 » | Inscrit MH Les trois premières travées de la nef          | 1975        | Église Sainte-Marie de Genestelle                                         |
| Église Saint-Régis de Bise                                                | Genestelle                     |         | 44° 44′ 34″ nord, 4° 22′ 42″ est |                |                                                           |             | Image manquante Téléverser                                                |
| Église de l'Assomption de Bruzac                                          | Gilhac-et-Bruzac               |         | 44° 53′ 12″ nord, 4° 43′ 40″ est |                |                                                           |             | Image manquante Téléverser                                                |
| Église Saint-Étienne de Gilhoc-sur-Ormèze                                 | Gilhoc-sur-Ormèze              |         | 44° 59′ 11″ nord, 4° 41′ 19″ est |                |                                                           |             | Église Saint-Étienne de Gilhoc-sur-Ormèze                                 |
| Église Saint-Apollinaire de Gluiras                                       | Gluiras                        |         | 44° 50′ 51″ nord, 4° 31′ 25″ est |                |                                                           |             | Église Saint-Apollinaire de Gluiras                                       |
| Église Saint-Pierre de Glun                                               | Glun                           |         | 45° 00′ 55″ nord, 4° 50′ 24″ est |                |                                                           |             | Église Saint-Pierre de Glun                                               |
| Église Saint-Martin de Gourdon                                            | Gourdon                        |         | 44° 43′ 53″ nord, 4° 26′ 52″ est |                |                                                           |             | Église Saint-Martin de Gourdon                                            |
| Église Notre-Dame-de-l'Assomption de Gras                                 | Gras                           |         | 44° 26′ 39″ nord, 4° 32′ 21″ est | « PA00116874 » | Inscrit MH                                                | 1992        | Église Notre-Dame-de-l'Assomption de Gras                                 |
| Église Saint-Vincent de Saint-Vincent (Ardèche)                           | Gras                           |         | 44° 25′ 49″ nord, 4° 31′ 46″ est |                |                                                           |             | Église Saint-Vincent de Saint-Vincent (Ardèche)                           |
| Église Saint-Victor de Gravières                                          | Gravières                      |         | 44° 25′ 18″ nord, 4° 05′ 31″ est | « PA00116710 » |                                                           |             | Église Saint-Victor de Gravières                                          |
| Église Saint-Pierre-et-Saint-Paul de Comps (Ardèche)                      | Grospierres                    |         | 44° 23′ 59″ nord, 4° 17′ 23″ est |                |                                                           |             | Image manquante Téléverser                                                |
| Église de Grospierres                                                     | Grospierres                    |         | 44° 23′ 58″ nord, 4° 17′ 24″ est |                |                                                           |             | Image manquante Téléverser                                                |
| Église Saint-Pancrasse de Grospierres                                     | Grospierres                    |         | 44° 23′ 58″ nord, 4° 17′ 24″ est |                |                                                           |             | Église Saint-Pancrasse de Grospierres                                     |
| Église Sainte-Thérèse de Guilherand-Granges                               | Guilherand-Granges             |         | 44° 55′ 54″ nord, 4° 52′ 36″ est |                |                                                           |             | Église Sainte-Thérèse de Guilherand-Granges                               |
| Église Sainte-Eulalie de Guilherand-Granges                               | Guilherand-Granges             |         | 44° 55′ 53″ nord, 4° 51′ 23″ est |                |                                                           |             | Église Sainte-Eulalie de Guilherand-Granges                               |
| Église de la Nativité-de-Marie d'Issamoulenc                              | Issamoulenc                    |         | 44° 46′ 54″ nord, 4° 27′ 34″ est |                |                                                           |             | Église de la Nativité-de-Marie d'Issamoulenc                              |
| Église Saint-Michel d'Issanlas                                            | Issanlas                       |         | 44° 45′ 56″ nord, 4° 00′ 44″ est |                |                                                           |             | Église Saint-Michel d'Issanlas                                            |
| Église Saint-Victor d'Issarlès                                            | Issarlès                       |         | 44° 50′ 32″ nord, 4° 01′ 49″ est |                |                                                           |             | Église Saint-Victor d'Issarlès                                            |
| Église Saint-Bonnet de Jaujac                                             | Jaujac                         |         | 44° 38′ 08″ nord, 4° 15′ 20″ est |                |                                                           |             | Église Saint-Bonnet de Jaujac                                             |
| Église Saint-Bonnet de Jaunac                                             | Jaunac                         |         | 44° 55′ 03″ nord, 4° 23′ 58″ est |                |                                                           |             | Église Saint-Bonnet de Jaunac                                             |
| Église Notre-Dame-de-l'Annonciation de Joannas                            | Joannas                        |         | 44° 33′ 55″ nord, 4° 15′ 08″ est |                |                                                           |             | Église Notre-Dame-de-l'Annonciation de Joannas                            |
| Église Saint-Pierre de Joyeuse                                            | Joyeuse                        |         | 44° 28′ 46″ nord, 4° 14′ 23″ est | « PA00116715 » | Inscrit MH                                                | 1988        | Église Saint-Pierre de Joyeuse                                            |
| Église Saint-Vincent de Juvinas                                           | Juvinas                        |         | 44° 42′ 40″ nord, 4° 18′ 22″ est |                |                                                           |             | Image manquante Téléverser                                                |
| Église Saint-Joseph de La Rochette                                        | La Rochette                    |         | 44° 54′ 59″ nord, 4° 14′ 28″ est |                |                                                           |             | Église Saint-Joseph de La Rochette                                        |
| Église Saint-Sauveur de La Souche                                         | La Souche                      |         | 44° 37′ 48″ nord, 4° 11′ 53″ est |                |                                                           |             | Église Saint-Sauveur de La Souche                                         |
| Église Saint-Michel de La Voulte-sur-Rhône                                | La Voulte-sur-Rhône            |         | 44° 48′ 41″ nord, 4° 47′ 11″ est |                |                                                           |             | Église Saint-Michel de La Voulte-sur-Rhône                                |
| Église Saint-Vincent de La Voulte-sur-Rhône                               | La Voulte-sur-Rhône            |         | 44° 48′ 02″ nord, 4° 46′ 43″ est |                |                                                           |             | Église Saint-Vincent de La Voulte-sur-Rhône                               |
| Église Saint-André de Labastide-de-Virac                                  | Labastide-de-Virac             |         | 44° 21′ 03″ nord, 4° 24′ 05″ est |                |                                                           |             | Image manquante Téléverser                                                |
| Église de l'Immaculée-Conception de Labastide-sur-Bésorgues               | Labastide-sur-Bésorgues        |         | 44° 43′ 30″ nord, 4° 18′ 07″ est |                |                                                           |             | Image manquante Téléverser                                                |
| Église Saint-Georges de Labatie-d'Andaure                                 | Labatie-d'Andaure              |         | 45° 01′ 30″ nord, 4° 29′ 44″ est | « IA07000016 » |                                                           |             | Église Saint-Georges de Labatie-d'Andaure                                 |
| Église Saint-Pierre-aux-liens de Labeaume                                 | Labeaume                       |         | 44° 26′ 55″ nord, 4° 18′ 26″ est |                |                                                           |             | Église Saint-Pierre-aux-liens de Labeaume                                 |
| Église Notre-Dame-de-la-Délivrance de Chapias                             | Labeaume                       |         | 44° 28′ 18″ nord, 4° 17′ 22″ est |                |                                                           |             | Église Notre-Dame-de-la-Délivrance de Chapias                             |
| Basilique Notre-Dame-de-Bon-Secours de Lablachère                         | Lablachère                     |         | 44° 27′ 13″ nord, 4° 13′ 15″ est |                |                                                           |             | Basilique Notre-Dame-de-Bon-Secours de Lablachère                         |
| Église Saint-Julien de Lablachère                                         | Lablachère                     |         | 44° 27′ 42″ nord, 4° 12′ 46″ est |                |                                                           |             | Église Saint-Julien de Lablachère                                         |
| Église Notre-Dame-de-l'Immaculée-Conception de Laboule                    | Laboule                        |         | 44° 35′ 16″ nord, 4° 09′ 54″ est |                |                                                           |             | Église Notre-Dame-de-l'Immaculée-Conception de Laboule                    |
| Église Saint-Régis de Labégude                                            | Labégude                       |         | 44° 38′ 54″ nord, 4° 22′ 06″ est |                |                                                           |             | Église Saint-Régis de Labégude                                            |
| Église Saint-Julien de Lachamp-Raphaël                                    | Lachamp-Raphaël                |         | 44° 48′ 35″ nord, 4° 17′ 26″ est |                |                                                           |             | Église Saint-Julien de Lachamp-Raphaël                                    |
| Église Notre-Dame-de-l'Assomption de Lachapelle-Graillouse                | Lachapelle-Graillouse          |         | 44° 28′ 48″ nord, 4° 01′ 15″ est |                |                                                           |             | Église Notre-Dame-de-l'Assomption de Lachapelle-Graillouse                |
| Église de l'Assomption de Lachapelle-sous-Aubenas                         | Lachapelle-sous-Aubenas        |         | 44° 33′ 52″ nord, 4° 21′ 50″ est |                |                                                           |             | Église de l'Assomption de Lachapelle-sous-Aubenas                         |
| Église Saint-Apollinaire de Lachapelle-sous-Chanéac                       | Lachapelle-sous-Chanéac        |         | 44° 56′ 52″ nord, 4° 19′ 53″ est |                |                                                           |             | Église Saint-Apollinaire de Lachapelle-sous-Chanéac                       |
| Église Saint-Julien de Lafarre                                            | Lafarre                        |         | 45° 04′ 48″ nord, 4° 30′ 31″ est |                |                                                           |             | Église Saint-Julien de Lafarre                                            |
| Église Saint-André de Lagorce                                             | Lagorce                        |         | 44° 26′ 56″ nord, 4° 25′ 05″ est |                |                                                           |             | Église Saint-André de Lagorce                                             |
| Église Saint-Joseph de Lalevade-d'Ardèche                                 | Lalevade-d'Ardèche             |         | 44° 39′ 03″ nord, 4° 19′ 12″ est |                |                                                           |             | Église Saint-Joseph de Lalevade-d'Ardèche                                 |
| Basilique Saint-Régis de Lalouvesc                                        | Lalouvesc                      |         | 45° 07′ 15″ nord, 4° 32′ 08″ est |                |                                                           |             | Basilique Saint-Régis de Lalouvesc                                        |
| Église priorale Saint-Domnin de Macheville                                | Lamastre                       |         | 44° 59′ 09″ nord, 4° 35′ 07″ est |                |                                                           |             | Église priorale Saint-Domnin de Macheville                                |
| Église Saint-Louis de Lanarce                                             | Lanarce                        |         | 44° 43′ 43″ nord, 4° 00′ 10″ est |                |                                                           |             | Église Saint-Louis de Lanarce                                             |
| Église de la Toussaint de Lanas                                           | Lanas                          |         | 44° 31′ 53″ nord, 4° 24′ 04″ est |                |                                                           |             | Église de la Toussaint de Lanas                                           |
| Église Notre-Dame-des-Pommiers (Largentière)                              | Largentière                    |         | 44° 32′ 29″ nord, 4° 17′ 25″ est | « PA00116720 » | Classé MH                                                 | 1907        | Église Notre-Dame-des-Pommiers (Largentière)                              |
| Église Saint-Pierre de Larnas                                             | Larnas                         |         | 44° 26′ 57″ nord, 4° 36′ 00″ est | « PA00116722 » | Classé MH                                                 | 1907        | Église Saint-Pierre de Larnas                                             |
| Église Saint-Amans de Laurac-en-Vivarais                                  | Laurac-en-Vivarais             |         | 44° 30′ 33″ nord, 4° 17′ 28″ est |                |                                                           |             | Église Saint-Amans de Laurac-en-Vivarais                                  |
| Église Saint-Louis de Laval-d'Aurelle                                     | Laval-d'Aurelle                |         | 44° 33′ 46″ nord, 3° 57′ 43″ est |                |                                                           |             | Église Saint-Louis de Laval-d'Aurelle                                     |
| Église Sainte-Madeleine de Laveyrune                                      | Laveyrune                      |         | 44° 37′ 43″ nord, 3° 53′ 44″ est |                |                                                           |             | Église Sainte-Madeleine de Laveyrune                                      |
| Église Saint-Jean-Baptiste de Lavillatte                                  | Lavillatte                     |         | 44° 44′ 35″ nord, 3° 56′ 59″ est |                |                                                           |             | Église Saint-Jean-Baptiste de Lavillatte                                  |
| Église Saint-Martin de Lavilledieu                                        | Lavilledieu                    |         | 44° 34′ 30″ nord, 4° 27′ 11″ est |                |                                                           |             | Église Saint-Martin de Lavilledieu                                        |
| Église de la Nativité de Marie de Laviolle                                | Laviolle                       |         | 44° 45′ 46″ nord, 4° 20′ 15″ est |                |                                                           |             | Image manquante Téléverser                                                |
| Église Saint-Pierre du Béage                                              | Le Béage                       |         | 44° 50′ 56″ nord, 4° 07′ 01″ est |                |                                                           |             | Église Saint-Pierre du Béage                                              |
| Église Notre-Dame du Chambon                                              | Le Chambon                     |         | 44° 50′ 09″ nord, 4° 18′ 14″ est |                |                                                           |             | Église Notre-Dame du Chambon                                              |
| Église Notre-Dame-de-l'Assomption du Cheylard                             | Le Cheylard                    |         | 44° 54′ 20″ nord, 4° 25′ 23″ est |                |                                                           |             | Église Notre-Dame-de-l'Assomption du Cheylard                             |
| Église Saint-Pierre du Monteil (Le Crestet)                               | Le Crestet                     |         | 45° 00′ 07″ nord, 4° 36′ 16″ est | « PA00116697 » | Inscrit MH                                                | 1974        | Église Saint-Pierre du Monteil (Le Crestet)                               |
| Église Saint-Martin du Crestet                                            | Le Crestet                     |         | 45° 00′ 52″ nord, 4° 39′ 06″ est |                |                                                           |             | Église Saint-Martin du Crestet                                            |
| Église Saint-Pierre du Lac-d'Issarlès                                     | Le Lac-d'Issarlès              |         | 44° 49′ 16″ nord, 4° 03′ 39″ est |                |                                                           |             | Église Saint-Pierre du Lac-d'Issarlès                                     |
| Église Saint-Henri du Plagnal                                             | Le Plagnal                     |         | 44° 41′ 59″ nord, 3° 56′ 41″ est |                |                                                           |             | Église Saint-Henri du Plagnal                                             |
| Église Sainte-Madeleine du Pouzin                                         | Le Pouzin                      |         | 44° 45′ 14″ nord, 4° 44′ 53″ est | ACR0000013     |                                                           |             | Église Sainte-Madeleine du Pouzin                                         |
| Église Saint-Sylvestre du Roux                                            | Le Roux                        |         | 44° 43′ 24″ nord, 4° 08′ 49″ est |                |                                                           |             | Église Saint-Sylvestre du Roux                                            |
| Église Saint-Étienne de Mélas                                             | Le Teil                        |         | 44° 32′ 34″ nord, 4° 40′ 20″ est | « PA00116824 » | Classé MH                                                 | 1875        | Église Saint-Étienne de Mélas                                             |
| Église du Sacré-Cœur de Frayol                                            | Le Teil                        |         | 44° 32′ 14″ nord, 4° 41′ 14″ est | « IA00048263 » |                                                           |             | Église du Sacré-Cœur de Frayol                                            |
| Église Notre-Dame-de-l'Assomption du Teil                                 | Le Teil                        |         | 44° 32′ 58″ nord, 4° 41′ 00″ est | « IA00048266 » |                                                           |             | Église Notre-Dame-de-l'Assomption du Teil                                 |
| Église Saint-Blaise de Lemps                                              | Lemps                          |         | 45° 06′ 29″ nord, 4° 45′ 52″ est |                |                                                           |             | Église Saint-Blaise de Lemps                                              |
| Église de la Sainte-Famille de Lentillères                                | Lentillères                    |         | 44° 36′ 48″ nord, 4° 18′ 47″ est |                |                                                           |             | Image manquante Téléverser                                                |
| Église Saint-Apollinaire des Assions                                      | Les Assions                    |         | 44° 25′ 15″ nord, 4° 10′ 25″ est |                |                                                           |             | Église Saint-Apollinaire des Assions                                      |
| Église Saint-François-Régis des Ollières-sur-Eyrieux                      | Les Ollières-sur-Eyrieux       |         | 44° 48′ 25″ nord, 4° 37′ 28″ est |                |                                                           |             | Église Saint-François-Régis des Ollières-sur-Eyrieux                      |
| Église Saint-Sauveur des Salelles                                         | Les Salelles                   |         | 44° 25′ 04″ nord, 4° 06′ 15″ est | « PA00116812 » | Classé MH                                                 | 1907        | Église Saint-Sauveur des Salelles                                         |
| Église Saint-Jacques de Naves (Les Vans)                                  | Les Vans                       |         | 44° 23′ 58″ nord, 4° 06′ 51″ est | « PA00116738 » | Inscrit MH                                                | 1974        | Église Saint-Jacques de Naves (Les Vans)                                  |
| Église Saint-Pierre-aux-Liens des Vans                                    | Les Vans                       |         | 44° 24′ 19″ nord, 4° 08′ 02″ est | « PA00116843 » | Inscrit MH                                                | 1927        | Église Saint-Pierre-aux-Liens des Vans                                    |
| Église de la Décollation-de-Saint-Jean-Baptiste de Chassagnes             | Les Vans                       |         | 44° 24′ 27″ nord, 4° 09′ 59″ est |                |                                                           |             | Église de la Décollation-de-Saint-Jean-Baptiste de Chassagnes             |
| Église de l'Assomption de Brahic                                          | Les Vans                       |         | 44° 23′ 04″ nord, 4° 06′ 01″ est |                |                                                           |             | Église de l'Assomption de Brahic                                          |
| Église Saint-Hilaire de Lespéron                                          | Lespéron                       |         | 44° 43′ 49″ nord, 3° 53′ 51″ est | « PA00116724 » | Classé MH                                                 | 1941        | Église Saint-Hilaire de Lespéron                                          |
| Église Saint-Jean-Baptiste de Limony                                      | Limony                         |         | 45° 21′ 07″ nord, 4° 45′ 31″ est |                |                                                           |             | Église Saint-Jean-Baptiste de Limony                                      |
| Église fortifiée Saint-Jean-Baptiste de Loubaresse                        | Loubaresse                     |         | 44° 36′ 00″ nord, 4° 03′ 01″ est |                |                                                           |             | Église fortifiée Saint-Jean-Baptiste de Loubaresse                        |
| Église de la Nativité-de-Marie de Lussas                                  | Lussas                         |         | 44° 36′ 41″ nord, 4° 28′ 24″ est |                |                                                           |             | Église de la Nativité-de-Marie de Lussas                                  |
| Église Saint-Pierre de Lyas                                               | Lyas                           |         | 44° 45′ 31″ nord, 4° 35′ 56″ est |                |                                                           |             | Église Saint-Pierre de Lyas                                               |
| Église Notre-Dame de Thines (Malarce-sur-la-Thines)                       | Malarce-sur-la-Thines          |         | 44° 26′ 47″ nord, 4° 04′ 25″ est | « PA00116727 » | Classé MH                                                 | 1862        | Église Notre-Dame de Thines (Malarce-sur-la-Thines)                       |
| Église Saint-Antoine de Lafigère                                          | Malarce-sur-la-Thines          |         | 44° 27′ 02″ nord, 4° 01′ 53″ est |                |                                                           |             | Église Saint-Antoine de Lafigère                                          |
| Église Saint-Hippolyte de Malarce                                         | Malarce-sur-la-Thines          |         | 44° 26′ 47″ nord, 4° 04′ 25″ est |                |                                                           |             | Église Saint-Hippolyte de Malarce                                         |
| Église Saint-Blaise de Malbosc                                            | Malbosc                        |         | 44° 20′ 47″ nord, 4° 04′ 25″ est |                |                                                           |             | Église Saint-Blaise de Malbosc                                            |
| Église Saint-Julien de Marcols-les-Eaux                                   | Marcols-les-Eaux               |         | 44° 48′ 56″ nord, 4° 24′ 09″ est |                |                                                           |             | Église Saint-Julien de Marcols-les-Eaux                                   |
| Église Saint-Étienne de Mariac                                            | Mariac                         |         | 44° 53′ 20″ nord, 4° 22′ 19″ est |                |                                                           |             | Église Saint-Étienne de Mariac                                            |
| Église Saint-Étienne de Pont-de-Fromentières                              | Mariac                         |         | 44° 52′ 56″ nord, 4° 21′ 54″ est |                |                                                           |             | Église Saint-Étienne de Pont-de-Fromentières                              |
| Église Saint-Romain de Mars (Ardèche)                                     | Mars                           |         | 45° 00′ 25″ nord, 4° 20′ 12″ est | « IA07000005 » |                                                           |             | Église Saint-Romain de Mars (Ardèche)                                     |
| Église Saint-Martin de Mauves                                             | Mauves                         |         | 45° 02′ 15″ nord, 4° 49′ 43″ est |                |                                                           |             | Église Saint-Martin de Mauves                                             |
| Église Saint-Martin de Mayres                                             | Mayres                         |         | 44° 39′ 56″ nord, 4° 06′ 55″ est |                |                                                           |             | Église Saint-Martin de Mayres                                             |
| Église Notre-Dame-de-l'Assomption de Mazan-l'Abbaye                       | Mazan-l'Abbaye                 |         | 44° 43′ 44″ nord, 4° 05′ 19″ est | « PA00116728 » | Classé MH                                                 | 1946        | Église Notre-Dame-de-l'Assomption de Mazan-l'Abbaye                       |
| Abbatiale de Mazan-l'Abbaye                                               | Mazan-l'Abbaye                 |         | à géolocaliser                   |                |                                                           |             | Abbatiale de Mazan-l'Abbaye                                               |
| Église Saint-Loup de Mercuer                                              | Mercuer                        |         | 44° 37′ 53″ nord, 4° 21′ 30″ est | « PA00116729 » | Classé MH Façade ; Inscrit MH Église, sauf partie classée | 1934 ; 1963 | Église Saint-Loup de Mercuer                                              |
| Église Saint-Étienne de Meyras                                            | Meyras                         |         | 44° 40′ 52″ nord, 4° 16′ 07″ est |                |                                                           |             | Église Saint-Étienne de Meyras                                            |
| Église Sainte-Marie de Champagne                                          | Meyras                         |         | 44° 41′ 50″ nord, 4° 14′ 33″ est |                |                                                           |             | Image manquante Téléverser                                                |
| Ancienne Église Saint-Jean-Baptiste de Meysse                             | Meysse                         |         | 44° 36′ 35″ nord, 4° 43′ 16″ est | « PA00116732 » | Classé MH                                                 | 1971        | Ancienne Église Saint-Jean-Baptiste de Meysse                             |
| Nouvelle Église Saint-Jean-Baptiste de Meysse                             | Meysse                         |         | 44° 36′ 30″ nord, 4° 43′ 27″ est |                |                                                           |             | Nouvelle Église Saint-Jean-Baptiste de Meysse                             |
| Église Saint-Étienne de Mirabel                                           | Mirabel                        |         | 44° 36′ 32″ nord, 4° 29′ 53″ est |                |                                                           |             | Église Saint-Étienne de Mirabel                                           |
| Église Saint-Roch de Monestier                                            | Monestier                      |         | 45° 11′ 56″ nord, 4° 31′ 56″ est |                |                                                           |             | Église Saint-Roch de Monestier                                            |
| Église Notre-Dame-de-Prévenchère                                          | Montpezat-sous-Bauzon          |         | 44° 42′ 29″ nord, 4° 12′ 57″ est | « PA00116735 » | Classé MH                                                 | 1944        | Église Notre-Dame-de-Prévenchère                                          |
| Église Notre-Dame de l'Assomption de Montpezat-sous-Bauzon                | Montpezat-sous-Bauzon          |         | 44° 42′ 43″ nord, 4° 12′ 25″ est |                |                                                           |             | Église Notre-Dame de l'Assomption de Montpezat-sous-Bauzon                |
| Église Saint-Marc de Montréal (Ardèche)                                   | Montréal                       |         | 44° 31′ 44″ nord, 4° 17′ 33″ est |                |                                                           |             | Église Saint-Marc de Montréal (Ardèche)                                   |
| Église Saint-Martin de Montselgues                                        | Montselgues                    |         | 44° 31′ 24″ nord, 4° 00′ 21″ est | « PA00116736 » | Inscrit MH                                                | 1935        | Église Saint-Martin de Montselgues                                        |
| Église Saint-Gilles de Mézilhac                                           | Mézilhac                       |         | 44° 48′ 29″ nord, 4° 21′ 07″ est |                |                                                           |             | Église Saint-Gilles de Mézilhac                                           |
| Église Saint-Hippolyte de Sardiges                                        | Mézilhac                       |         | 44° 49′ 28″ nord, 4° 19′ 56″ est |                |                                                           |             | Image manquante Téléverser                                                |
| Église Saint-Jacques de Nonières                                          | Nonières                       |         | 44° 55′ 58″ nord, 4° 29′ 13″ est |                |                                                           |             | Église Saint-Jacques de Nonières                                          |
| Église Saint-Pierre de Nozières                                           | Nozières                       |         | 45° 01′ 43″ nord, 4° 32′ 35″ est |                |                                                           |             | Église Saint-Pierre de Nozières                                           |
| Église Saint-Pierre d'Orgnac-l'Aven                                       | Orgnac-l'Aven                  |         | 44° 18′ 22″ nord, 4° 26′ 05″ est |                |                                                           |             | Église Saint-Pierre d'Orgnac-l'Aven                                       |
| Église de la Nativité-de-Marie de Pailharès                               | Pailharès                      |         | 45° 04′ 39″ nord, 4° 34′ 01″ est |                |                                                           |             | Église de la Nativité-de-Marie de Pailharès                               |
| Église Saint-Joseph de Molières                                           | Pailharès                      |         | 45° 03′ 20″ nord, 4° 30′ 36″ est |                |                                                           |             | Église Saint-Joseph de Molières                                           |
| Église Saint-Pierre-aux-Liens de Payzac                                   | Payzac                         |         | 44° 27′ 12″ nord, 4° 09′ 12″ est | « PA00116740 » | Classé MH                                                 | 1961        | Église Saint-Pierre-aux-Liens de Payzac                                   |
| Église Saint-Hippolyte de Brès                                            | Payzac                         |         | 44° 28′ 14″ nord, 4° 07′ 46″ est |                |                                                           |             | Église Saint-Hippolyte de Brès                                            |
| Église Saint-Martin de Peaugres                                           | Peaugres                       |         | 45° 17′ 12″ nord, 4° 43′ 46″ est |                |                                                           |             | Église Saint-Martin de Peaugres                                           |
| Église Saint-Martin de Peyraud                                            | Peyraud                        |         | 45° 18′ 07″ nord, 4° 47′ 14″ est |                |                                                           |             | Église Saint-Martin de Peyraud                                            |
| Église Saint-Pierre-aux-Liens de Planzolles                               | Planzolles                     |         | 44° 29′ 10″ nord, 4° 09′ 14″ est |                |                                                           |             | Église Saint-Pierre-aux-Liens de Planzolles                               |
| Église Notre-Dame-de-la-Nativité de Plats                                 | Plats                          |         | 45° 00′ 35″ nord, 4° 46′ 56″ est |                |                                                           |             | Église Notre-Dame-de-la-Nativité de Plats                                 |
| Église Notre-Dame de Niègles                                              | Pont-de-Labeaume               |         | 44° 39′ 58″ nord, 4° 17′ 33″ est | « PA00116743 » | Inscrit MH                                                | 1975        | Église Notre-Dame de Niègles                                              |
| Église Notre-Dame de Pont-de-Labeaume                                     | Pont-de-Labeaume               |         | 44° 39′ 56″ nord, 4° 17′ 19″ est |                |                                                           |             | Église Notre-Dame de Pont-de-Labeaume                                     |
| Église Saint-Julien de Pourchères                                         | Pourchères                     |         | 44° 44′ 48″ nord, 4° 30′ 24″ est | « PA00116744 » | Inscrit MH                                                | 1982        | Église Saint-Julien de Pourchères                                         |
| Église de Laÿ                                                             | Pourchères                     |         | 44° 44′ 17″ nord, 4° 31′ 11″ est |                |                                                           |             | Église de Laÿ                                                             |
| Église Saint-Vincent de Prades                                            | Prades                         |         | 44° 38′ 18″ nord, 4° 18′ 54″ est |                |                                                           |             | Église Saint-Vincent de Prades                                            |
| Église Saint-André de Pradons                                             | Pradons                        |         | 44° 28′ 30″ nord, 4° 21′ 28″ est |                |                                                           |             | Église Saint-André de Pradons                                             |
| Église de l'Assomption de Pranles                                         | Pranles                        |         | 44° 46′ 18″ nord, 4° 34′ 42″ est | « PA00116746 » | Inscrit MH                                                | 1927        | Église de l'Assomption de Pranles                                         |
| Église Saint-Thomas de Privas                                             | Privas                         |         | 44° 44′ 07″ nord, 4° 35′ 47″ est |                |                                                           |             | Église Saint-Thomas de Privas                                             |
| Église Saint-Grégoire de Prunet                                           | Prunet                         |         | 44° 35′ 53″ nord, 4° 15′ 50″ est | « PA00116751 » | Inscrit MH                                                | 1965        | Église Saint-Grégoire de Prunet                                           |
| Église Saint-Didier de Préaux                                             | Préaux                         |         | 45° 08′ 36″ nord, 4° 39′ 51″ est |                |                                                           |             | Église Saint-Didier de Préaux                                             |
| Église Saint-Régis de Péreyres                                            | Péreyres                       |         | 44° 46′ 35″ nord, 4° 15′ 18″ est |                |                                                           |             | Église Saint-Régis de Péreyres                                            |
| Église Saint-Pierre-aux-Liens de Quintenas                                | Quintenas                      |         | 45° 11′ 21″ nord, 4° 41′ 15″ est | « PA00116752 » | Classé MH                                                 | 1910        | Église Saint-Pierre-aux-Liens de Quintenas                                |
| Église de l'Assomption de Ribes                                           | Ribes                          |         | 44° 29′ 44″ nord, 4° 12′ 27″ est | « PA00116753 » | Inscrit MH                                                | 1974        | Église de l'Assomption de Ribes                                           |
| Église Saint-Barthélemy de Rochecolombe                                   | Rochecolombe                   |         | 44° 31′ 04″ nord, 4° 26′ 19″ est |                |                                                           |             | Église Saint-Barthélemy de Rochecolombe                                   |
| Église Saint-Pierre de Sauveplantade                                      | Rochecolombe                   |         | 44° 31′ 02″ nord, 4° 26′ 00″ est | « PA00116755 » | Classé MH                                                 | 1907        | Église Saint-Pierre de Sauveplantade                                      |
| Église Saint-Laurent de Rochemaure                                        | Rochemaure                     |         | 44° 35′ 20″ nord, 4° 42′ 20″ est |                |                                                           |             | Église Saint-Laurent de Rochemaure                                        |
| Église Notre-Dame de Rochepaule                                           | Rochepaule                     |         | 45° 06′ 06″ nord, 4° 27′ 45″ est |                |                                                           |             | Église Notre-Dame de Rochepaule                                           |
| Église Saint-Jean-Baptiste de Rochepaule                                  | Rochepaule                     |         | 45° 04′ 40″ nord, 4° 27′ 21″ est | « IA07000008 » |                                                           |             | Église Saint-Jean-Baptiste de Rochepaule                                  |
| Église Notre-Dame du Ranc Courbier de Rocher                              | Rocher                         |         | 44° 34′ 33″ nord, 4° 17′ 07″ est |                |                                                           |             | Église Notre-Dame du Ranc Courbier de Rocher                              |
| Église Saint-Michel de Rochessauve                                        | Rochessauve                    |         | 44° 40′ 46″ nord, 4° 37′ 34″ est |                |                                                           |             | Église Saint-Michel de Rochessauve                                        |
| Église Notre-Dame de Rocles                                               | Rocles                         |         | 44° 33′ 45″ nord, 4° 12′ 57″ est |                |                                                           |             | Église Notre-Dame de Rocles                                               |
| Église Saint-Martin de Roiffieux                                          | Roiffieux                      |         | 45° 13′ 37″ nord, 4° 39′ 18″ est |                |                                                           |             | Église Saint-Martin de Roiffieux                                          |
| Église Saint-Martin de Laval (Rompon)                                     | Rompon                         |         | 44° 47′ 00″ nord, 4° 43′ 54″ est |                |                                                           |             | Église Saint-Martin de Laval (Rompon)                                     |
| Église Notre-Dame de Rosières                                             | Rosières                       |         | 44° 28′ 50″ nord, 4° 15′ 25″ est |                |                                                           |             | Église Notre-Dame de Rosières                                             |
| Église Saint-Joseph de Balbiac                                            | Rosières                       |         | 44° 29′ 47″ nord, 4° 15′ 15″ est |                |                                                           |             | Église Saint-Joseph de Balbiac                                            |
| Église Saint-Pierre-aux-Liens de Ruoms                                    | Ruoms                          |         | 44° 27′ 13″ nord, 4° 20′ 27″ est | « PA00116762 » | Classé MH                                                 | 1907        | Église Saint-Pierre-aux-Liens de Ruoms                                    |
| Église Notre-Dame de Sablières                                            | Sablières                      |         | 44° 31′ 54″ nord, 4° 04′ 28″ est | « PA00116765 » | Inscrit MH Clocher                                        | 1932        | Église Notre-Dame de Sablières                                            |
| Église Saint-Robert de Sagnes-et-Goudoulet                                | Sagnes-et-Goudoulet            |         | 44° 47′ 26″ nord, 4° 13′ 34″ est |                |                                                           |             | Église Saint-Robert de Sagnes-et-Goudoulet                                |
| Église Saint-Agrève de Saint-Agrève                                       | Saint-Agrève                   |         | 45° 00′ 37″ nord, 4° 23′ 50″ est | « IA07000014 » |                                                           |             | Église Saint-Agrève de Saint-Agrève                                       |
| Église Sainte-Marie de Saint-Agrève                                       | Saint-Agrève                   |         | 44° 57′ 34″ nord, 4° 26′ 58″ est | « IA07000012 » |                                                           |             | Église Sainte-Marie de Saint-Agrève                                       |
| Église Saint-Alban de Saint-Alban-sous-Sampzon                            | Saint-Alban-Auriolles          |         | 44° 25′ 32″ nord, 4° 17′ 54″ est |                |                                                           |             | Église Saint-Alban de Saint-Alban-sous-Sampzon                            |
| Église Saint-Étienne d'Auriolles                                          | Saint-Alban-Auriolles          |         | 44° 25′ 32″ nord, 4° 17′ 54″ est |                |                                                           |             | Église Saint-Étienne d'Auriolles                                          |
| Église Saint-Alban-et-Saint-Roch de Saint-Alban-d'Ay                      | Saint-Alban-d'Ay               |         | 45° 11′ 13″ nord, 4° 38′ 15″ est |                |                                                           |             | Église Saint-Alban-et-Saint-Roch de Saint-Alban-d'Ay                      |
| Église Saint-Alban de Saint-Alban-en-Montagne                             | Saint-Alban-en-Montagne        |         | 44° 36′ 56″ nord, 4° 00′ 57″ est |                |                                                           |             | Église Saint-Alban de Saint-Alban-en-Montagne                             |
| Église Saint-Pierre-aux-Liens de Saint-André-Lachamp                      | Saint-André-Lachamp            |         | 44° 30′ 19″ nord, 4° 09′ 50″ est | « PA00116777 » | Inscrit MH                                                | 1929        | Église Saint-Pierre-aux-Liens de Saint-André-Lachamp                      |
| Église Saint-André de Saint-André-de-Cruzières                            | Saint-André-de-Cruzières       |         | 44° 18′ 54″ nord, 4° 13′ 01″ est | « PA00116775 » | Classé MH                                                 | 1910        | Église Saint-André de Saint-André-de-Cruzières                            |
| Église Saint-André de Saint-André-en-Vivarais                             | Saint-André-en-Vivarais        |         | 45° 07′ 16″ nord, 4° 24′ 45″ est | « IA07000015 » |                                                           |             | Église Saint-André de Saint-André-en-Vivarais                             |
| Église Saint-Andéol de Saint-Andéol-de-Berg                               | Saint-Andéol-de-Berg           |         | 44° 31′ 36″ nord, 4° 31′ 41″ est |                |                                                           |             | Église Saint-Andéol de Saint-Andéol-de-Berg                               |
| Église Saint-Andéol de Saint-Andéol-de-Fourchades                         | Saint-Andéol-de-Fourchades     |         | 44° 50′ 54″ nord, 4° 17′ 53″ est |                |                                                           |             | Église Saint-Andéol de Saint-Andéol-de-Fourchades                         |
| Église Saint-Andéol de Saint-Andéol-de-Vals                               | Saint-Andéol-de-Vals           |         | 44° 41′ 32″ nord, 4° 24′ 07″ est |                |                                                           |             | Image manquante Téléverser                                                |
| Église Saint-Apollinaire de Saint-Apollinaire-de-Rias                     | Saint-Apollinaire-de-Rias      |         | 44° 55′ 32″ nord, 4° 35′ 55″ est |                |                                                           |             | Église Saint-Apollinaire de Saint-Apollinaire-de-Rias                     |
| Église Notre-Dame-de-l'Assomption de Grozon                               | Saint-Barthélemy-Grozon        |         | 44° 57′ 46″ nord, 4° 37′ 56″ est |                |                                                           |             | Église Notre-Dame-de-l'Assomption de Grozon                               |
| Église Saint-Barthélemy de Saint-Barthélemy-Grozon                        | Saint-Barthélemy-Grozon        |         | 44° 57′ 46″ nord, 4° 37′ 56″ est |                |                                                           |             | Église Saint-Barthélemy de Saint-Barthélemy-Grozon                        |
| Église Saint-Barthélemy de Saint-Barthélemy-le-Meil                       | Saint-Barthélemy-le-Meil       |         | 44° 53′ 05″ nord, 4° 29′ 58″ est |                |                                                           |             | Église Saint-Barthélemy de Saint-Barthélemy-le-Meil                       |
| Église Saint-Barthélémy de Saint-Barthélemy-le-Plain                      | Saint-Barthélemy-le-Plain      |         | 45° 03′ 20″ nord, 4° 44′ 45″ est |                |                                                           |             | Église Saint-Barthélémy de Saint-Barthélemy-le-Plain                      |
| Église Saint-Basile de Saint-Basile (Ardèche)                             | Saint-Basile                   |         | 44° 57′ 22″ nord, 4° 34′ 14″ est |                |                                                           |             | Église Saint-Basile de Saint-Basile (Ardèche)                             |
| Église de l'Assomption de Cluac                                           | Saint-Basile                   |         | 44° 55′ 58″ nord, 4° 32′ 50″ est |                |                                                           |             | Église de l'Assomption de Cluac                                           |
| Église Saint-Pierre-et-Saint-Paul de Mounens                              | Saint-Basile                   |         | à géolocaliser                   |                |                                                           |             | Église Saint-Pierre-et-Saint-Paul de Mounens                              |
| Église Saint-Bauzile de Saint-Bauzile (Ardèche)                           | Saint-Bauzile                  |         | 44° 40′ 35″ nord, 4° 40′ 25″ est |                |                                                           |             | Église Saint-Bauzile de Saint-Bauzile (Ardèche)                           |
| Église Saint-Christophe de Saint-Christol                                 | Saint-Christol                 |         | 44° 51′ 57″ nord, 4° 26′ 15″ est |                |                                                           |             | Église Saint-Christophe de Saint-Christol                                 |
| Église Saint-Cierge de Saint-Cierge-la-Serre                              | Saint-Cierge-la-Serre          |         | 44° 47′ 35″ nord, 4° 41′ 00″ est |                |                                                           |             | Église Saint-Cierge de Saint-Cierge-la-Serre                              |
| Église Saint-Cierge de Saint-Cierge-sous-le-Cheylard                      | Saint-Cierge-sous-le-Cheylard  |         | 44° 55′ 23″ nord, 4° 26′ 53″ est |                |                                                           |             | Église Saint-Cierge de Saint-Cierge-sous-le-Cheylard                      |
| Église Saint-Cirice de Saint-Cirgues-de-Prades                            | Saint-Cirgues-de-Prades        |         | 44° 37′ 25″ nord, 4° 16′ 16″ est |                |                                                           |             | Église Saint-Cirice de Saint-Cirgues-de-Prades                            |
| Église Saint-Cirice de Saint-Cirgues-en-Montagne                          | Saint-Cirgues-en-Montagne      |         | 44° 45′ 20″ nord, 4° 05′ 27″ est |                |                                                           |             | Église Saint-Cirice de Saint-Cirgues-en-Montagne                          |
| Église Saint-Clair de Saint-Clair (Ardèche)                               | Saint-Clair                    |         | 45° 16′ 42″ nord, 4° 40′ 50″ est |                |                                                           |             | Église Saint-Clair de Saint-Clair (Ardèche)                               |
| Église Saint-Clément de Saint-Clément (Ardèche)                           | Saint-Clément                  |         | 44° 57′ 07″ nord, 4° 15′ 51″ est |                |                                                           |             | Église Saint-Clément de Saint-Clément (Ardèche)                           |
| Église Saint-Cyr de Saint-Cyr (Ardèche)                                   | Saint-Cyr                      |         | 45° 14′ 55″ nord, 4° 43′ 49″ est |                |                                                           |             | Église Saint-Cyr de Saint-Cyr (Ardèche)                                   |
| Église Saint-Didier de Saint-Didier-sous-Aubenas                          | Saint-Didier-sous-Aubenas      |         | 44° 36′ 25″ nord, 4° 25′ 00″ est |                |                                                           |             | Église Saint-Didier de Saint-Didier-sous-Aubenas                          |
| Église Saint-Didier de Saint-Désirat                                      | Saint-Désirat                  |         | 45° 15′ 21″ nord, 4° 47′ 08″ est |                |                                                           |             | Église Saint-Didier de Saint-Désirat                                      |
| Église Saint-Fortunat de Saint-Fortunat-sur-Eyrieux                       | Saint-Fortunat-sur-Eyrieux     |         | 44° 49′ 50″ nord, 4° 40′ 31″ est |                |                                                           |             | Église Saint-Fortunat de Saint-Fortunat-sur-Eyrieux                       |
| Église Saint-Félicien de Saint-Félicien                                   | Saint-Félicien                 |         | 45° 05′ 11″ nord, 4° 37′ 39″ est | « PA00116784 » | Inscrit MH                                                | 1982        | Église Saint-Félicien de Saint-Félicien                                   |
| Église Saint-Genest de Saint-Genest-Lachamp                               | Saint-Genest-Lachamp           |         | 44° 50′ 48″ nord, 4° 25′ 22″ est |                |                                                           |             | Église Saint-Genest de Saint-Genest-Lachamp                               |
| Église inachevée du Suel                                                  | Saint-Genest-de-Beauzon        |         | 44° 26′ 30″ nord, 4° 11′ 14″ est |                |                                                           |             | Image manquante Téléverser                                                |
| Église Saint-Genest du Cros                                               | Saint-Genest-de-Beauzon        |         | 44° 27′ 18″ nord, 4° 11′ 16″ est |                |                                                           |             | Église Saint-Genest du Cros                                               |
| Église Saint-Georges de Saint-Georges-les-Bains                           | Saint-Georges-les-Bains        |         | 44° 51′ 35″ nord, 4° 48′ 32″ est |                |                                                           |             | Église Saint-Georges de Saint-Georges-les-Bains                           |
| Église Saint-Genest de Saint-Gineys-en-Coiron                             | Saint-Gineys-en-Coiron         |         | 44° 37′ 59″ nord, 4° 32′ 01″ est | « PA00116787 » | Inscrit MH                                                | 1974        | Église Saint-Genest de Saint-Gineys-en-Coiron                             |
| Église Saint-Jacques de Saint-Jacques-d'Atticieux                         | Saint-Jacques-d'Atticieux      |         | 45° 20′ 02″ nord, 4° 40′ 00″ est |                |                                                           |             | Église Saint-Jacques de Saint-Jacques-d'Atticieux                         |
| Église Saint-Jean de Saint-Jean-Chambre                                   | Saint-Jean-Chambre             |         | 44° 54′ 15″ nord, 4° 33′ 56″ est |                |                                                           |             | Église Saint-Jean de Saint-Jean-Chambre                                   |
| Église Saint-Jean de Saint-Jean-Roure                                     | Saint-Jean-Roure               |         | 44° 56′ 31″ nord, 4° 25′ 47″ est |                |                                                           |             | Image manquante Téléverser                                                |
| Ancienne église de Saint-Jean-de-Muzols                                   | Saint-Jean-de-Muzols           |         | 45° 04′ 55″ nord, 4° 49′ 01″ est | « PA00116789 » | Classé MH                                                 | 1952        | Ancienne église de Saint-Jean-de-Muzols                                   |
| Église Saint-Jean-Baptiste de Saint-Jean-de-Muzols                        | Saint-Jean-de-Muzols           |         | 45° 04′ 59″ nord, 4° 48′ 54″ est |                |                                                           |             | Église Saint-Jean-Baptiste de Saint-Jean-de-Muzols                        |
| Église Saint-Jean-Baptiste de Saint-Jean-le-Centenier                     | Saint-Jean-le-Centenier        |         | 44° 35′ 28″ nord, 4° 32′ 07″ est |                |                                                           |             | Église Saint-Jean-Baptiste de Saint-Jean-le-Centenier                     |
| Église Saint-Barthélemy de Saint-Jeure-d'Andaure                          | Saint-Jeure-d'Andaure          |         | 45° 02′ 48″ nord, 4° 27′ 32″ est | « IA07000007 » |                                                           |             | Église Saint-Barthélemy de Saint-Jeure-d'Andaure                          |
| Église Saint-Jeure dite aussi Saint-Georges de Saint-Jeure-d'Ay           | Saint-Jeure-d'Ay               |         | 45° 08′ 47″ nord, 4° 42′ 23″ est |                |                                                           |             | Église Saint-Jeure dite aussi Saint-Georges de Saint-Jeure-d'Ay           |
| Église Saint-Joseph de Saint-Joseph-des-Bancs                             | Saint-Joseph-des-Bancs         |         | 44° 44′ 12″ nord, 4° 24′ 43″ est |                |                                                           |             | Église Saint-Joseph de Saint-Joseph-des-Bancs                             |
| Église Saint-Julien de Saint-Julien-Boutières                             | Saint-Julien-Boutières         |         | 44° 58′ 27″ nord, 4° 21′ 09″ est |                |                                                           |             | Église Saint-Julien de Saint-Julien-Boutières                             |
| Église Saint-Julien de Saint-Julien-Labrousse                             | Saint-Julien-Labrousse         |         | 44° 55′ 06″ nord, 4° 30′ 32″ est |                |                                                           |             | Église Saint-Julien de Saint-Julien-Labrousse                             |
| Église Saint-Julien de Saint-Julien-Vocance                               | Saint-Julien-Vocance           |         | 45° 10′ 27″ nord, 4° 30′ 06″ est |                |                                                           |             | Église Saint-Julien de Saint-Julien-Vocance                               |
| Église Saint-Julien de Saint-Julien-du-Gua                                | Saint-Julien-du-Gua            |         | 44° 46′ 06″ nord, 4° 26′ 44″ est |                |                                                           |             | Église Saint-Julien de Saint-Julien-du-Gua                                |
| Église Saint-Julien de Saint-Julien-du-Serre                              | Saint-Julien-du-Serre          |         | 44° 39′ 25″ nord, 4° 24′ 42″ est | « PA00116791 » | Classé MH                                                 | 1906        | Église Saint-Julien de Saint-Julien-du-Serre                              |
| Église Saint-Julien de Saint-Julien-en-Saint-Alban                        | Saint-Julien-en-Saint-Alban    |         | 44° 45′ 18″ nord, 4° 41′ 14″ est |                |                                                           |             | Église Saint-Julien de Saint-Julien-en-Saint-Alban                        |
| Ancienne église Saint-Julien de Saint-Julien-en-Saint-Alban               | Saint-Julien-en-Saint-Alban    |         | 44° 45′ 18″ nord, 4° 41′ 14″ est |                |                                                           |             | Ancienne église Saint-Julien de Saint-Julien-en-Saint-Alban               |
| Église Saint-Julien de Saint-Julien-le-Roux                               | Saint-Julien-le-Roux           |         | 44° 51′ 59″ nord, 4° 40′ 53″ est |                |                                                           |             | Église Saint-Julien de Saint-Julien-le-Roux                               |
| Église Saint-Just de Saint-Just-d'Ardèche                                 | Saint-Just-d'Ardèche           |         | 44° 18′ 11″ nord, 4° 36′ 45″ est |                |                                                           |             | Église Saint-Just de Saint-Just-d'Ardèche                                 |
| Église Saint-Lager de Saint-Lager-Bressac                                 | Saint-Lager-Bressac            |         | 44° 41′ 33″ nord, 4° 42′ 32″ est |                |                                                           |             | Église Saint-Lager de Saint-Lager-Bressac                                 |
| Église Saint-Laurent de Saint-Laurent-du-Pape                             | Saint-Laurent-du-Pape          |         | 44° 49′ 27″ nord, 4° 46′ 03″ est |                |                                                           |             | Église Saint-Laurent de Saint-Laurent-du-Pape                             |
| Église Saint-Laurent de Saint-Laurent-les-Bains                           | Saint-Laurent-les-Bains        |         | 44° 36′ 25″ nord, 3° 58′ 14″ est |                |                                                           |             | Église Saint-Laurent de Saint-Laurent-les-Bains                           |
| Église Saint-Laurent de Saint-Laurent-sous-Coiron                         | Saint-Laurent-sous-Coiron      |         | 44° 38′ 16″ nord, 4° 28′ 55″ est |                |                                                           |             | Église Saint-Laurent de Saint-Laurent-sous-Coiron                         |
| Église Saint-Marcel de Saint-Marcel-d'Ardèche                             | Saint-Marcel-d'Ardèche         |         | 44° 19′ 39″ nord, 4° 37′ 05″ est |                |                                                           |             | Église Saint-Marcel de Saint-Marcel-d'Ardèche                             |
| Église Saint-Marcel de Saint-Marcel-lès-Annonay                           | Saint-Marcel-lès-Annonay       |         | 45° 17′ 07″ nord, 4° 37′ 34″ est |                |                                                           |             | Église Saint-Marcel de Saint-Marcel-lès-Annonay                           |
| Église Saint-Martial de Saint-Martial (Ardèche)                           | Saint-Martial                  |         | 44° 51′ 57″ nord, 4° 16′ 28″ est |                |                                                           |             | Église Saint-Martial de Saint-Martial (Ardèche)                           |
| Église Saint-Martin de Saint-Martin-d'Ardèche                             | Saint-Martin-d'Ardèche         |         | à géolocaliser                   |                |                                                           |             | Église Saint-Martin de Saint-Martin-d'Ardèche                             |
| Église Saint-Martin de Saint-Martin-de-Valamas                            | Saint-Martin-de-Valamas        |         | 44° 56′ 16″ nord, 4° 22′ 08″ est |                |                                                           |             | Église Saint-Martin de Saint-Martin-de-Valamas                            |
| Église Saint-Martin de Saint-Martin-l'Inférieur                           | Saint-Martin-sur-Lavezon       |         | 44° 37′ 36″ nord, 4° 40′ 27″ est |                |                                                           |             | Église Saint-Martin de Saint-Martin-l'Inférieur                           |
| Église Saint-Martin de Saint-Martin-le-Supérieur                          | Saint-Martin-sur-Lavezon       |         | 44° 38′ 25″ nord, 4° 38′ 56″ est |                |                                                           |             | Église Saint-Martin de Saint-Martin-le-Supérieur                          |
| Église Saint-Maurice de Saint-Maurice-d'Ardèche                           | Saint-Maurice-d'Ardèche        |         | 44° 31′ 20″ nord, 4° 24′ 02″ est |                |                                                           |             | Église Saint-Maurice de Saint-Maurice-d'Ardèche                           |
| Église Saint-Maurice de Saint-Maurice-d'Ibie                              | Saint-Maurice-d'Ibie           |         | 44° 30′ 03″ nord, 4° 28′ 57″ est | « PA00116797 » | Inscrit MH                                                | 1933        | Église Saint-Maurice de Saint-Maurice-d'Ibie                              |
| Église Saint-Michel de Saint-Michel-d'Aurance                             | Saint-Michel-d'Aurance         |         | 44° 54′ 07″ nord, 4° 27′ 39″ est |                |                                                           |             | Église Saint-Michel de Saint-Michel-d'Aurance                             |
| Église Saint-Michel de Saint-Michel-de-Boulogne                           | Saint-Michel-de-Boulogne       |         | 44° 41′ 44″ nord, 4° 26′ 02″ est |                |                                                           |             | Église Saint-Michel de Saint-Michel-de-Boulogne                           |
| Église Saint-Michel de Saint-Michel-de-Chabrillanoux                      | Saint-Michel-de-Chabrillanoux  |         | 44° 50′ 26″ nord, 4° 36′ 08″ est |                |                                                           |             | Église Saint-Michel de Saint-Michel-de-Chabrillanoux                      |
| Église San Samonta de Saint-Montan                                        | Saint-Montan                   |         | 44° 26′ 26″ nord, 4° 37′ 27″ est |                |                                                           |             | Église San Samonta de Saint-Montan                                        |
| Église Sainte-Marie-Madeleine de Saint-Montan                             | Saint-Montan                   |         | 44° 26′ 25″ nord, 4° 37′ 24″ est |                |                                                           |             | Église Sainte-Marie-Madeleine de Saint-Montan                             |
| Église Saint-Mélany de Saint-Mélany                                       | Saint-Mélany                   |         | 44° 31′ 45″ nord, 4° 06′ 52″ est |                |                                                           |             | Église Saint-Mélany de Saint-Mélany                                       |
| Église Saint-Paul de Saint-Paul-le-Jeune                                  | Saint-Paul-le-Jeune            |         | 44° 20′ 23″ nord, 4° 09′ 04″ est |                |                                                           |             | Église Saint-Paul de Saint-Paul-le-Jeune                                  |
| Église Saint-Jean de Saint-Jean-de-Pourcharesse                           | Saint-Pierre-Saint-Jean        |         | 44° 29′ 17″ nord, 4° 06′ 21″ est | « PA00116801 » | Inscrit MH                                                | 1971        | Église Saint-Jean de Saint-Jean-de-Pourcharesse                           |
| Église Saint-Pierre de Saint-Pierre-Saint-Jean                            | Saint-Pierre-Saint-Jean        |         | à géolocaliser                   |                |                                                           |             | Église Saint-Pierre de Saint-Pierre-Saint-Jean                            |
| Église Saint-Pierre de Saint-Pierre-de-Colombier                          | Saint-Pierre-de-Colombier      |         | 44° 42′ 14″ nord, 4° 15′ 39″ est |                |                                                           |             | Image manquante Téléverser                                                |
| Église Saint-Pierre de Saint-Pierre-la-Roche                              | Saint-Pierre-la-Roche          |         | 44° 39′ 15″ nord, 4° 38′ 18″ est |                |                                                           |             | Église Saint-Pierre de Saint-Pierre-la-Roche                              |
| Église Saint-Pierre de Saint-Pierre-sur-Doux                              | Saint-Pierre-sur-Doux          |         | 45° 07′ 12″ nord, 4° 27′ 54″ est |                |                                                           |             | Église Saint-Pierre de Saint-Pierre-sur-Doux                              |
| Église Saint-Pierre-aux-Liens de Saint-Pierreville                        | Saint-Pierreville              |         | 44° 48′ 57″ nord, 4° 29′ 13″ est |                |                                                           |             | Église Saint-Pierre-aux-Liens de Saint-Pierreville                        |
| Église Saint-Pons de Saint-Pons (Ardèche)                                 | Saint-Pons                     |         | 44° 35′ 37″ nord, 4° 34′ 36″ est |                |                                                           |             | Église Saint-Pons de Saint-Pons (Ardèche)                                 |
| Église Saint-Priest de Saint-Priest (Ardèche)                             | Saint-Priest                   |         | 44° 43′ 00″ nord, 4° 32′ 41″ est |                |                                                           |             | Église Saint-Priest de Saint-Priest (Ardèche)                             |
| Église Saint-Privat de Saint-Privat (Ardèche)                             | Saint-Privat                   |         | 44° 37′ 44″ nord, 4° 24′ 38″ est | « IA00029572 » |                                                           |             | Église Saint-Privat de Saint-Privat (Ardèche)                             |
| Église de Saint-Privat                                                    | Saint-Privat                   |         | à géolocaliser                   |                |                                                           |             | Image manquante Téléverser                                                |
| Église Saint-Prix de Saint-Prix (Ardèche)                                 | Saint-Prix                     |         | 44° 56′ 34″ nord, 4° 30′ 03″ est |                |                                                           |             | Église Saint-Prix de Saint-Prix (Ardèche)                                 |
| Église Saints-Pierre-et-Paul de Saint-Péray                               | Saint-Péray                    |         | 44° 56′ 41″ nord, 4° 50′ 30″ est |                |                                                           |             | Église Saints-Pierre-et-Paul de Saint-Péray                               |
| Église Saint-Rémy de Saint-Remèze                                         | Saint-Remèze                   |         | 44° 23′ 33″ nord, 4° 30′ 06″ est |                |                                                           |             | Église Saint-Rémy de Saint-Remèze                                         |
| Église Saint-Romain de Saint-Romain-d'Ay                                  | Saint-Romain-d'Ay              |         | 45° 10′ 03″ nord, 4° 39′ 56″ est |                |                                                           |             | Église Saint-Romain de Saint-Romain-d'Ay                                  |
| Église Saint-Romain de Saint-Romain-de-Lerps                              | Saint-Romain-de-Lerps          |         | 44° 58′ 43″ nord, 4° 47′ 49″ est |                |                                                           |             | Église Saint-Romain de Saint-Romain-de-Lerps                              |
| Église Saint-Sauveur de Saint-Sauveur-de-Cruzières                        | Saint-Sauveur-de-Cruzières     |         | 44° 17′ 57″ nord, 4° 15′ 12″ est |                |                                                           |             | Église Saint-Sauveur de Saint-Sauveur-de-Cruzières                        |
| Église Saint-Sauveur de Saint-Sauveur-de-Montagut                         | Saint-Sauveur-de-Montagut      |         | 44° 49′ 18″ nord, 4° 34′ 46″ est |                |                                                           |             | Église Saint-Sauveur de Saint-Sauveur-de-Montagut                         |
| Église Saint-Saturnin de Saint-Sernin                                     | Saint-Sernin                   |         | 44° 34′ 18″ nord, 4° 23′ 32″ est | « PA00116804 » | Inscrit MH                                                | 1987        | Église Saint-Saturnin de Saint-Sernin                                     |
| Église Saint-Sylvestre de Saint-Sylvestre (Ardèche)                       | Saint-Sylvestre                |         | 44° 59′ 22″ nord, 4° 44′ 52″ est |                |                                                           |             | Église Saint-Sylvestre de Saint-Sylvestre (Ardèche)                       |
| Église Sainte-Marie de Veyrines                                           | Saint-Symphorien-de-Mahun      |         | 45° 09′ 15″ nord, 4° 34′ 28″ est | « PA00116807 » | Classé MH                                                 | 1939        | Église Sainte-Marie de Veyrines                                           |
| Église Saint-Symphorien de Saint-Symphorien-de-Mahun                      | Saint-Symphorien-de-Mahun      |         | 45° 09′ 50″ nord, 4° 33′ 39″ est |                |                                                           |             | Église Saint-Symphorien de Saint-Symphorien-de-Mahun                      |
| Église Saint-Symphorien de Saint-Symphorien-sous-Chomérac                 | Saint-Symphorien-sous-Chomérac |         | 44° 43′ 14″ nord, 4° 42′ 32″ est |                |                                                           |             | Église Saint-Symphorien de Saint-Symphorien-sous-Chomérac                 |
| Église Saint-Thomas de Saint-Thomé                                        | Saint-Thomé                    |         | 44° 30′ 01″ nord, 4° 37′ 36″ est | « PA00116810 » | Inscrit MH                                                | 1927        | Église Saint-Thomas de Saint-Thomé                                        |
| Église Saint-Joseph de Saint-Victor (Ardèche)                             | Saint-Victor                   |         | 45° 04′ 53″ nord, 4° 42′ 42″ est |                |                                                           |             | Église Saint-Joseph de Saint-Victor (Ardèche)                             |
| Église Saint-Victor de Saint-Victor (Ardèche)                             | Saint-Victor                   |         | 45° 06′ 04″ nord, 4° 40′ 25″ est |                |                                                           |             | Église Saint-Victor de Saint-Victor (Ardèche)                             |
| Église Saint-Vincent de Saint-Vincent-de-Barrès                           | Saint-Vincent-de-Barrès        |         | 44° 39′ 40″ nord, 4° 42′ 32″ est |                |                                                           |             | Église Saint-Vincent de Saint-Vincent-de-Barrès                           |
| Église Saint-Vincent de Saint-Vincent-de-Durfort                          | Saint-Vincent-de-Durfort       |         | 44° 48′ 21″ nord, 4° 38′ 39″ est |                |                                                           |             | Église Saint-Vincent de Saint-Vincent-de-Durfort                          |
| Église Saint-Étienne de Saint-Étienne-de-Boulogne                         | Saint-Étienne-de-Boulogne      |         | 44° 42′ 05″ nord, 4° 27′ 29″ est |                |                                                           |             | Église Saint-Étienne de Saint-Étienne-de-Boulogne                         |
| Église Saint-Étienne de Saint-Étienne-de-Fontbellon                       | Saint-Étienne-de-Fontbellon    |         | 44° 36′ 04″ nord, 4° 23′ 10″ est |                |                                                           |             | Église Saint-Étienne de Saint-Étienne-de-Fontbellon                       |
| Église Saint-Étienne de Saint-Étienne-de-Lugdarès                         | Saint-Étienne-de-Lugdarès      |         | 44° 39′ 04″ nord, 3° 57′ 20″ est |                |                                                           |             | Église Saint-Étienne de Saint-Étienne-de-Lugdarès                         |
| Église Saint-Roch de Masméjan                                             | Saint-Étienne-de-Lugdarès      |         | 44° 38′ 25″ nord, 4° 00′ 18″ est |                |                                                           |             | Église Saint-Roch de Masméjan                                             |
| Église Saint-Étienne de Saint-Étienne-de-Serre                            | Saint-Étienne-de-Serre         |         | 44° 48′ 06″ nord, 4° 32′ 28″ est |                |                                                           |             | Église Saint-Étienne de Saint-Étienne-de-Serre                            |
| Église Saint-Étienne de Saint-Étienne-de-Valoux                           | Saint-Étienne-de-Valoux        |         | 45° 14′ 46″ nord, 4° 46′ 50″ est |                |                                                           |             | Église Saint-Étienne de Saint-Étienne-de-Valoux                           |
| Église Sainte-Eulalie de Sainte-Eulalie (Ardèche)                         | Sainte-Eulalie                 |         | 44° 48′ 35″ nord, 4° 11′ 23″ est |                |                                                           |             | Église Sainte-Eulalie de Sainte-Eulalie (Ardèche)                         |
| Église Sainte-Marguerite de Sainte-Marguerite-Lafigère                    | Sainte-Marguerite-Lafigère     |         | 44° 28′ 41″ nord, 3° 59′ 17″ est |                |                                                           |             | Église Sainte-Marguerite de Sainte-Marguerite-Lafigère                    |
| Église Saint-Julien de Salavas                                            | Salavas                        |         | 44° 23′ 34″ nord, 4° 22′ 50″ est |                |                                                           |             | Église Saint-Julien de Salavas                                            |
| Église Saint-Martin de Sampzon                                            | Sampzon                        |         | 44° 25′ 02″ nord, 4° 20′ 06″ est |                |                                                           |             | Église Saint-Martin de Sampzon                                            |
| Église Saint-Pierre de Sanilhac                                           | Sanilhac                       |         | 44° 32′ 10″ nord, 4° 15′ 03″ est |                |                                                           |             | Église Saint-Pierre de Sanilhac                                           |
| Église de la Nativité-de-la-Vierge de Sarras                              | Sarras                         |         | 45° 11′ 12″ nord, 4° 47′ 54″ est |                |                                                           |             | Église de la Nativité-de-la-Vierge de Sarras                              |
| Église Saint-Priest de Satillieu                                          | Satillieu                      |         | 45° 09′ 03″ nord, 4° 36′ 49″ est |                |                                                           |             | Église Saint-Priest de Satillieu                                          |
| Église de Satillieu                                                       | Satillieu                      |         | à géolocaliser                   |                |                                                           |             | Église de Satillieu                                                       |
| Église Saint-Julien de Savas                                              | Savas                          |         | 45° 17′ 47″ nord, 4° 41′ 30″ est |                |                                                           |             | Église Saint-Julien de Savas                                              |
| Église Saint-Étienne de Sceautres                                         | Sceautres                      |         | 44° 37′ 00″ nord, 4° 36′ 30″ est |                |                                                           |             | Église Saint-Étienne de Sceautres                                         |
| Église de l'Assomption de Serrières                                       | Serrières                      |         | 45° 19′ 04″ nord, 4° 45′ 50″ est |                |                                                           |             | Église de l'Assomption de Serrières                                       |
| Église Notre-Dame de Silhac                                               | Silhac                         |         | 44° 52′ 49″ nord, 4° 36′ 30″ est |                |                                                           |             | Église Notre-Dame de Silhac                                               |
| Église de l'Assomption de Soyons                                          | Soyons                         |         | 44° 53′ 14″ nord, 4° 51′ 04″ est |                |                                                           |             | Église de l'Assomption de Soyons                                          |
| Église Sainte-Agathe de Sécheras                                          | Sécheras                       |         | 45° 07′ 48″ nord, 4° 46′ 13″ est |                |                                                           |             | Église Sainte-Agathe de Sécheras                                          |
| Église Saint-Julien de Talencieux                                         | Talencieux                     |         | 45° 13′ 18″ nord, 4° 46′ 46″ est |                |                                                           |             | Église Saint-Julien de Talencieux                                         |
| Église Saint-Julien de Tauriers                                           | Tauriers                       |         | 44° 33′ 05″ nord, 4° 16′ 52″ est |                |                                                           |             | Église Saint-Julien de Tauriers                                           |
| Église Saint-Clair de Thorrenc                                            | Thorrenc                       |         | 45° 14′ 10″ nord, 4° 45′ 46″ est |                |                                                           |             | Église Saint-Clair de Thorrenc                                            |
| Église Saint-Jean-Baptiste de Thueyts                                     | Thueyts                        |         | 44° 40′ 36″ nord, 4° 13′ 18″ est |                |                                                           |             | Église Saint-Jean-Baptiste de Thueyts                                     |
| Église de l'Assomption de Toulaud                                         | Toulaud                        |         | 44° 53′ 53″ nord, 4° 48′ 59″ est |                |                                                           |             | Église de l'Assomption de Toulaud                                         |
| Église Saint-Julien de Tournon-sur-Rhône                                  | Tournon-sur-Rhône              |         | 45° 04′ 06″ nord, 4° 49′ 51″ est | « PA00116829 » | Inscrit MH                                                | 2016        | Église Saint-Julien de Tournon-sur-Rhône                                  |
| Église Saint-Pierre-aux-Liens d'Ucel                                      | Ucel                           |         | 44° 38′ 33″ nord, 4° 22′ 59″ est |                |                                                           |             | Église Saint-Pierre-aux-Liens d'Ucel                                      |
| Église Saint-Blaise de Rieutord                                           | Usclades-et-Rieutord           |         | 44° 45′ 46″ nord, 4° 09′ 46″ est |                |                                                           |             | Église Saint-Blaise de Rieutord                                           |
| Église Saint-Blaise d'Usclades                                            | Usclades-et-Rieutord           |         | 44° 46′ 34″ nord, 4° 09′ 28″ est |                |                                                           |             | Église Saint-Blaise d'Usclades                                            |
| Église Saint-Pierre d'Uzer                                                | Uzer                           |         | 44° 31′ 10″ nord, 4° 19′ 36″ est |                |                                                           |             | Image manquante Téléverser                                                |
| Église Saint-Étienne de Brujas                                            | Vagnas                         |         | 44° 21′ 14″ nord, 4° 19′ 16″ est |                |                                                           |             | Église Saint-Étienne de Brujas                                            |
| Église de l'Assomption de Vagnas                                          | Vagnas                         |         | 44° 20′ 42″ nord, 4° 21′ 56″ est |                |                                                           |             | Église de l'Assomption de Vagnas                                          |
| Église de Vagnas                                                          | Vagnas                         |         | à géolocaliser                   |                |                                                           |             | Image manquante Téléverser                                                |
| Église Saint-Roch de Chastanet                                            | Valgorge                       |         | 44° 34′ 37″ nord, 4° 08′ 47″ est |                |                                                           |             | Église Saint-Roch de Chastanet                                            |
| Église Saint-Martin de Saint-Martin (Valgorge)                            | Valgorge                       |         | 44° 35′ 27″ nord, 4° 07′ 04″ est |                |                                                           |             | Église Saint-Martin de Saint-Martin (Valgorge)                            |
| Église Saint-Saturnin de Vallon-Pont-d'Arc                                | Vallon-Pont-d'Arc              |         | 44° 24′ 29″ nord, 4° 23′ 39″ est |                |                                                           |             | Église Saint-Saturnin de Vallon-Pont-d'Arc                                |
| Église Saint-Martin de Vals-les-Bains                                     | Vals-les-Bains                 |         | 44° 39′ 40″ nord, 4° 22′ 00″ est |                |                                                           |             | Église Saint-Martin de Vals-les-Bains                                     |
| Église Sainte-Marguerite-de-Vals du Serre d'Oubreyts                      | Vals-les-Bains                 |         | à géolocaliser                   |                |                                                           |             | Image manquante Téléverser                                                |
| Église Saint-Symphorien de Valvignères                                    | Valvignères                    |         | 44° 30′ 02″ nord, 4° 34′ 29″ est | « IA00048119 » |                                                           |             | Église Saint-Symphorien de Valvignères                                    |
| Église Saint-André-de-Mercoyras de Valvignères                            | Valvignères                    |         | à géolocaliser                   | « IA00048118 » |                                                           |             | Image manquante Téléverser                                                |
| Église Sainte-Marie de Vanosc                                             | Vanosc                         |         | 45° 13′ 29″ nord, 4° 33′ 01″ est |                |                                                           |             | Église Sainte-Marie de Vanosc                                             |
| Église de l'Assomption de Vaudevant                                       | Vaudevant                      |         | 45° 06′ 13″ nord, 4° 37′ 07″ est |                |                                                           |             | Église de l'Assomption de Vaudevant                                       |
| Église Saint-Michel de Vernon (Ardèche)                                   | Vernon                         |         | 44° 30′ 28″ nord, 4° 13′ 35″ est |                |                                                           |             | Église Saint-Michel de Vernon (Ardèche)                                   |
| Église Saint-Grégoire de Vernosc-lès-Annonay                              | Vernosc-lès-Annonay            |         | 45° 13′ 00″ nord, 4° 42′ 48″ est |                |                                                           |             | Église Saint-Grégoire de Vernosc-lès-Annonay                              |
| Ancienne église de Vernosc-lès-Annonay                                    | Vernosc-lès-Annonay            |         | à géolocaliser                   |                |                                                           |             | Image manquante Téléverser                                                |
| Église Saint-Pierre de Vernoux-en-Vivarais                                | Vernoux-en-Vivarais            |         | 44° 53′ 40″ nord, 4° 38′ 40″ est |                |                                                           |             | Église Saint-Pierre de Vernoux-en-Vivarais                                |
| Église Saint-Pierre-aux-Liens de Vesseaux                                 | Vesseaux                       |         | 44° 39′ 06″ nord, 4° 26′ 25″ est | « PA00116847 » | Inscrit MH Porche                                         | 1937        | Église Saint-Pierre-aux-Liens de Vesseaux                                 |
| Église Saint-Pierre de Veyras                                             | Veyras                         |         | 44° 44′ 09″ nord, 4° 33′ 48″ est |                |                                                           |             | Église Saint-Pierre de Veyras                                             |
| Église Saint-Louis de Villeneuve-de-Berg                                  | Villeneuve-de-Berg             |         | 44° 33′ 27″ nord, 4° 30′ 07″ est |                |                                                           |             | Église Saint-Louis de Villeneuve-de-Berg                                  |
| Église Saint-Sulpice de Villevocance                                      | Villevocance                   |         | 45° 13′ 30″ nord, 4° 35′ 22″ est |                |                                                           |             | Église Saint-Sulpice de Villevocance                                      |
| Église Notre-Dame-de-l'Annonciation de Vinezac                            | Vinezac                        |         | 44° 32′ 21″ nord, 4° 19′ 31″ est | « PA00116854 » | Classé MH                                                 | 1907        | Église Notre-Dame-de-l'Annonciation de Vinezac                            |
| Église Saint-Pierre-aux-Liens de Vinzieux                                 | Vinzieux                       |         | 45° 19′ 41″ nord, 4° 42′ 05″ est |                |                                                           |             | Église Saint-Pierre-aux-Liens de Vinzieux                                 |
| Église Saint-Martin de Vion                                               | Vion                           |         | 45° 06′ 31″ nord, 4° 48′ 18″ est | « PA00116855 » | Classé MH                                                 | 1910        | Église Saint-Martin de Vion                                               |
| Cathédrale Saint-Vincent de Viviers                                       | Viviers                        |         | 44° 28′ 55″ nord, 4° 41′ 26″ est | « PA00116856 » | Classé MH                                                 | 1906        | Cathédrale Saint-Vincent de Viviers                                       |
| Église Notre-Dame-du-Rhône de Viviers                                     | Viviers                        |         | 44° 28′ 54″ nord, 4° 41′ 27″ est | « PA00132970 » | Classé MH                                                 | 1994        | Église Notre-Dame-du-Rhône de Viviers                                     |
| Église Saint-Laurent de Viviers                                           | Viviers                        |         | 44° 28′ 57″ nord, 4° 41′ 19″ est | « IA00047820 » |                                                           |             | Église Saint-Laurent de Viviers                                           |
| Église de la cité ouvrière Lafarge, appelée aussi Cité Blanche de Viviers | Viviers                        |         | 44° 30′ 55″ nord, 4° 41′ 22″ est |                |                                                           |             | Église de la cité ouvrière Lafarge, appelée aussi Cité Blanche de Viviers |
| Église Saint-Julien de Viviers                                            | Viviers                        |         | à géolocaliser                   | « IA00048150 » |                                                           |             | Image manquante Téléverser                                                |
| Église Saint-Laurent-le-Vieux de Viviers                                  | Viviers                        |         | à géolocaliser                   | « IA00047852 » |                                                           |             | Image manquante Téléverser                                                |
| Église Saint-Saturnin de Viviers                                          | Viviers                        |         | à géolocaliser                   | « IA00102336 » |                                                           |             | Image manquante Téléverser                                                |
| Église Saint-Victor de Viviers                                            | Viviers                        |         | à géolocaliser                   | « IA00048149 » |                                                           |             | Image manquante Téléverser                                                |
| Église Sainte-Croix de Vocance                                            | Vocance                        |         | 45° 12′ 06″ nord, 4° 33′ 13″ est |                |                                                           |             | Église Sainte-Croix de Vocance                                            |
| Église Sainte-Marie de Vogüé                                              | Vogüé                          |         | 44° 33′ 04″ nord, 4° 24′ 51″ est |                |                                                           |             | Église Sainte-Marie de Vogüé                                              |
| Église Saint-Martin d'Étables                                             | Étables                        |         | 45° 06′ 01″ nord, 4° 43′ 28″ est |                |                                                           |             | Église Saint-Martin d'Étables                                             |

### Culteprotestant
| Église                                                                     | Commune                        | Adresse | Coordonnées                      | Notice         | Protection | Date | Illustration                                                               |
| -------------------------------------------------------------------------- | ------------------------------ | ------- | -------------------------------- | -------------- | ---------- | ---- | -------------------------------------------------------------------------- |
| Temple protestant d'Albon-d'Ardèche                                        | Albon-d'Ardèche                |         | à géolocaliser                   |                |            |      | Temple protestant d'Albon-d'Ardèche                                        |
| Temple d'Alboussière                                                       | Alboussière                    |         | 44° 56′ 41″ nord, 4° 43′ 50″ est |                |            |      | Temple d'Alboussière                                                       |
| Temple anciennement chapelle des Jésuites Notre-Dame-de-l'Aumône d'Annonay | Annonay                        |         | à géolocaliser                   |                |            |      | Temple anciennement chapelle des Jésuites Notre-Dame-de-l'Aumône d'Annonay |
| Temple de l'église réformée de France d'Aubenas                            | Aubenas                        |         | 44° 37′ 06″ nord, 4° 23′ 26″ est |                |            |      | Temple de l'église réformée de France d'Aubenas                            |
| Temple de Beauchastel                                                      | Beauchastel                    |         | 44° 49′ 35″ nord, 4° 48′ 11″ est |                |            |      | Temple de Beauchastel                                                      |
| Temple de Pranouvet                                                        | Beauvène                       |         | 44° 52′ 33″ nord, 4° 31′ 16″ est |                |            |      | Image manquante Téléverser                                                 |
| Temple de Boffres                                                          | Boffres                        |         | 44° 55′ 18″ nord, 4° 42′ 14″ est |                |            |      | Temple de Boffres                                                          |
| Temple de Bourg-Saint-Andéol                                               | Bourg-Saint-Andéol             |         | 44° 22′ 15″ nord, 4° 38′ 34″ est |                |            |      | Image manquante Téléverser                                                 |
| Temple de Chalencon                                                        | Chalencon                      |         | 44° 52′ 44″ nord, 4° 34′ 31″ est |                |            |      | Temple de Chalencon                                                        |
| Temple de La Bâtie de Crussol                                              | Champis                        |         | 44° 57′ 37″ nord, 4° 44′ 02″ est |                |            |      | Temple de La Bâtie de Crussol                                              |
| Temple protestant de Charmes-sur-Rhône                                     | Charmes-sur-Rhône              |         | 44° 51′ 50″ nord, 4° 50′ 03″ est |                |            |      | Temple protestant de Charmes-sur-Rhône                                     |
| Temple de Chomérac                                                         | Chomérac                       |         | 44° 42′ 25″ nord, 4° 39′ 34″ est |                |            |      | Temple de Chomérac                                                         |
| Temple protestant de Châteauneuf-de-Vernoux                                | Châteauneuf-de-Vernoux         |         | 44° 55′ 07″ nord, 4° 38′ 43″ est |                |            |      | Temple protestant de Châteauneuf-de-Vernoux                                |
| Temple de Cruas                                                            | Cruas                          |         | à géolocaliser                   |                |            |      | Image manquante Téléverser                                                 |
| Temple de l'église protestante unie de France de Maujour                   | Devesset                       |         | 45° 03′ 46″ nord, 4° 23′ 33″ est |                |            |      | Temple de l'église protestante unie de France de Maujour                   |
| Temple de Désaignes                                                        | Désaignes                      |         | 44° 59′ 39″ nord, 4° 31′ 01″ est |                |            |      | Temple de Désaignes                                                        |
| Temple de Flaviac                                                          | Flaviac                        |         | 44° 44′ 49″ nord, 4° 40′ 26″ est |                |            |      | Temple de Flaviac                                                          |
| Temple de Bruzac                                                           | Gilhac-et-Bruzac               |         | 44° 53′ 10″ nord, 4° 43′ 35″ est |                |            |      | Image manquante Téléverser                                                 |
| Temple de Girbaud                                                          | Gilhac-et-Bruzac               |         | 44° 51′ 37″ nord, 4° 45′ 12″ est |                |            |      | Temple de Girbaud                                                          |
| Temple de Gilhoc-sur-Ormèze                                                | Gilhoc-sur-Ormèze              |         | 44° 59′ 18″ nord, 4° 41′ 19″ est |                |            |      | Temple de Gilhoc-sur-Ormèze                                                |
| Temple de Gluiras                                                          | Gluiras                        |         | 44° 50′ 49″ nord, 4° 31′ 20″ est |                |            |      | Temple de Gluiras                                                          |
| Temple de Guilherand-Granges                                               | Guilherand-Granges             |         | 44° 55′ 57″ nord, 4° 52′ 28″ est |                |            |      | Temple de Guilherand-Granges                                               |
| Temple protestant d'Intres                                                 | Intres                         |         | 44° 58′ 55″ nord, 4° 21′ 43″ est |                |            |      | Temple protestant d'Intres                                                 |
| Temple de La Voulte-sur-Rhône                                              | La Voulte-sur-Rhône            |         | 44° 47′ 56″ nord, 4° 46′ 42″ est |                |            |      | Temple de La Voulte-sur-Rhône                                              |
| Temple de l'église protestante unie de France de Labastide-de-Virac        | Labastide-de-Virac             |         | 44° 21′ 08″ nord, 4° 24′ 03″ est |                |            |      | Image manquante Téléverser                                                 |
| Temple de l'église protestante unie de France de Chastagner                | Labatie-d'Andaure              |         | 45° 01′ 57″ nord, 4° 29′ 09″ est |                |            |      | Temple de l'église protestante unie de France de Chastagner                |
| Temple protestant de Lagorce                                               | Lagorce                        |         | 44° 26′ 51″ nord, 4° 25′ 02″ est |                |            |      | Temple protestant de Lagorce                                               |
| Temple de Lamastre                                                         | Lamastre                       |         | 44° 59′ 11″ nord, 4° 34′ 54″ est |                |            |      | Temple de Lamastre                                                         |
| Temple du Cheylard                                                         | Le Cheylard                    |         | 44° 54′ 24″ nord, 4° 25′ 30″ est |                |            |      | Image manquante Téléverser                                                 |
| Temple du Pouzin                                                           | Le Pouzin                      |         | 44° 45′ 23″ nord, 4° 44′ 52″ est |                |            |      | Temple du Pouzin                                                           |
| Temple du Teil                                                             | Le Teil                        |         | 44° 33′ 09″ nord, 4° 41′ 04″ est |                |            |      | Temple du Teil                                                             |
| Temple des Ollières-sur-Eyrieux                                            | Les Ollières-sur-Eyrieux       |         | 44° 48′ 14″ nord, 4° 36′ 48″ est |                |            |      | Temple des Ollières-sur-Eyrieux                                            |
| Temple protestant de Rousselet                                             | Les Vans                       |         | 44° 24′ 14″ nord, 4° 07′ 59″ est | « PA07000019 » | Inscrit MH | 2011 | Temple protestant de Rousselet                                             |
| Temple protestant de Mars                                                  | Mars                           |         | 45° 01′ 19″ nord, 4° 19′ 20″ est |                |            |      | Temple protestant de Mars                                                  |
| Temple protestant de Privas                                                | Privas                         |         | 44° 44′ 06″ nord, 4° 35′ 39″ est |                |            |      | Temple protestant de Privas                                                |
| Temple des Fonts-du-Pouzin                                                 | Rompon                         |         | 44° 45′ 42″ nord, 4° 43′ 13″ est |                |            |      | Temple des Fonts-du-Pouzin                                                 |
| Temple de Saint-Agrève                                                     | Saint-Agrève                   |         | 45° 00′ 32″ nord, 4° 23′ 47″ est |                |            |      | Temple de Saint-Agrève                                                     |
| Temple de l'église protestante unie de France des Baraques                 | Saint-Apollinaire-de-Rias      |         | 44° 55′ 06″ nord, 4° 35′ 32″ est |                |            |      | Temple de l'église protestante unie de France des Baraques                 |
| Temple de Grozon                                                           | Saint-Barthélemy-Grozon        |         | 44° 57′ 21″ nord, 4° 39′ 42″ est |                |            |      | Temple de Grozon                                                           |
| Temple de Lapras                                                           | Saint-Basile                   |         | 44° 57′ 39″ nord, 4° 32′ 31″ est |                |            |      | Temple de Lapras                                                           |
| Temple ancienne église Saint-Christophe de Saint-Christol                  | Saint-Christol                 |         | 44° 52′ 04″ nord, 4° 26′ 29″ est |                |            |      | Temple ancienne église Saint-Christophe de Saint-Christol                  |
| Temple de l'église protestante unie de France de Saint-Cierge-la-Serre     | Saint-Cierge-la-Serre          |         | 44° 47′ 38″ nord, 4° 41′ 12″ est |                |            |      | Temple de l'église protestante unie de France de Saint-Cierge-la-Serre     |
| Temple de Saint-Fortunat-sur-Eyrieux                                       | Saint-Fortunat-sur-Eyrieux     |         | 44° 49′ 44″ nord, 4° 40′ 38″ est |                |            |      | Temple de Saint-Fortunat-sur-Eyrieux                                       |
| Temple de Saint-Georges-les-Bains                                          | Saint-Georges-les-Bains        |         | 44° 51′ 37″ nord, 4° 48′ 34″ est |                |            |      | Image manquante Téléverser                                                 |
| Temple de Saint-Jean-Chambre                                               | Saint-Jean-Chambre             |         | 44° 54′ 13″ nord, 4° 33′ 52″ est |                |            |      | Image manquante Téléverser                                                 |
| Temple de Beauvert                                                         | Saint-Jean-Roure               |         | 44° 58′ 05″ nord, 4° 24′ 40″ est |                |            |      | Image manquante Téléverser                                                 |
| Temple de l'église protestante unie de France de Saint-Jeure-d'Andaure     | Saint-Jeure-d'Andaure          |         | 45° 02′ 47″ nord, 4° 27′ 27″ est |                |            |      | Temple de l'église protestante unie de France de Saint-Jeure-d'Andaure     |
| Temple de la Pervenche                                                     | Saint-Julien-du-Gua            |         | 44° 46′ 32″ nord, 4° 28′ 54″ est |                |            |      | Temple de la Pervenche                                                     |
| Temple de Saint-Julien-en-Saint-Alban                                      | Saint-Julien-en-Saint-Alban    |         | 44° 45′ 17″ nord, 4° 41′ 53″ est |                |            |      | Temple de Saint-Julien-en-Saint-Alban                                      |
| Temple de Saint-Laurent-du-Pape                                            | Saint-Laurent-du-Pape          |         | 44° 49′ 22″ nord, 4° 45′ 42″ est |                |            |      | Temple de Saint-Laurent-du-Pape                                            |
| Temple de Saint-Michel-de-Chabrillanoux                                    | Saint-Michel-de-Chabrillanoux  |         | 44° 50′ 18″ nord, 4° 36′ 07″ est |                |            |      | Image manquante Téléverser                                                 |
| Temple de Saint-Pierreville                                                | Saint-Pierreville              |         | 44° 48′ 53″ nord, 4° 29′ 21″ est |                |            |      | Image manquante Téléverser                                                 |
| Temple de Saint-Péray                                                      | Saint-Péray                    |         | 44° 56′ 39″ nord, 4° 50′ 25″ est |                |            |      | Temple de Saint-Péray                                                      |
| Temple de Saint-Sauveur-de-Montagut                                        | Saint-Sauveur-de-Montagut      |         | 44° 49′ 15″ nord, 4° 34′ 41″ est |                |            |      | Temple de Saint-Sauveur-de-Montagut                                        |
| Temple de Baratier                                                         | Saint-Sylvestre                |         | 44° 58′ 26″ nord, 4° 45′ 58″ est |                |            |      | Temple de Baratier                                                         |
| Temple de Brune                                                            | Saint-Symphorien-sous-Chomérac |         | 44° 42′ 47″ nord, 4° 42′ 42″ est |                |            |      | Temple de Brune                                                            |
| Temple de Saint-Vincent-de-Durfort                                         | Saint-Vincent-de-Durfort       |         | 44° 48′ 19″ nord, 4° 38′ 39″ est |                |            |      | Temple de Saint-Vincent-de-Durfort                                         |
| Temple de Salavas                                                          | Salavas                        |         | 44° 23′ 37″ nord, 4° 22′ 46″ est |                |            |      | Temple de Salavas                                                          |
| Temple de la Faurie                                                        | Silhac                         |         | 44° 51′ 52″ nord, 4° 37′ 55″ est |                |            |      | Temple de la Faurie                                                        |
| Temple de Soyons                                                           | Soyons                         |         | 44° 53′ 23″ nord, 4° 50′ 59″ est |                |            |      | Temple de Soyons                                                           |
| Temple de Toulaud                                                          | Toulaud                        |         | 44° 53′ 45″ nord, 4° 49′ 04″ est |                |            |      | Temple de Toulaud                                                          |
| Temple de Tournon-sur-Rhône                                                | Tournon-sur-Rhône              |         | à géolocaliser                   |                |            |      | Temple de Tournon-sur-Rhône                                                |
| Temple de Vallon-Pont-d'Arc                                                | Vallon-Pont-d'Arc              |         | 44° 24′ 22″ nord, 4° 23′ 36″ est |                |            |      | Temple de Vallon-Pont-d'Arc                                                |
| Temple de Vals-les-Bains                                                   | Vals-les-Bains                 |         | à géolocaliser                   |                |            |      | Image manquante Téléverser                                                 |
| Temple de Vernoux-en-Vivarais                                              | Vernoux-en-Vivarais            |         | 44° 53′ 48″ nord, 4° 38′ 37″ est |                |            |      | Image manquante Téléverser                                                 |